# تاریخ نظامی ارمنستان
تاریخ نظامی ارمنستان قدمتی بسیار طولانی داشته‌است و همواره دارای پیروزی‌های ارزشمندی بوده و به گونه‌ای که دارای فرهنگ و تمدن نظامی مستقل بوده‌است. تاریخ نظامی ارمنستان دربر گیرنده جنگ و ستیزهای دراز از زمان ارمنستان باستان تا به امروز بوده، سرزمین‌های متصرفه (ارمنستان غربی) از سوی امپراتوری عثمانی که باعث نسل‌کشی ارمنیان شد و جنگ قره‌باغ و بسیاری از رویدادهای تاریخی و درگیری‌های نظامی با هم پیوند خورده‌است.
سرزمین کوهستانی ارمنستان در بین دو امپراتوری قرار داشت امپراتوری روم (بیزانس) در غرب و امپراتوری ایران و اعراب در شرق. ارمنستان در دوران قدیم برای استقلال خود همیشه با دو امپراتوری رم و ایران در کشمکش بوده و هر امپراتوری سعی می‌کرده فتوحات تازه‌ای را از رقیب خود بدست بیاورد. همچنین در دوران مدرن ارمنستان دوباره بین دو امپراتوری قرار گرفت امپراتوری عثمانی و امپراتوری روسیه تزاری.
فلات ارمنستان، یعنی محدوده جغرافیایی ارمنستان باستان، نامی آشنا در تاریخ‌شناسی است و به سبب موضع خاص خود در طول سی سده بارها مورد آماج حملات بزرگ و متوسط شده و حداقل به همین تعداد تاخت و تازهای کوچکتر و گذرا به خود دیده و بیش از این نیز درگیر جنگ‌های داخلی خارجی بوده‌است، و از این نظر یکی از استثنایی‌ترین کشورهای دنیا است.
نباید از یاد برد که در لابلای این رویدادهای تکان دهنده و ویرانگر و در زمان فرمانروایان ارمنی یا اشغالگران بیگانه، دوران‌های صلح‌آمیز و اکثراً کوتاه مدت نیز وجود داشته‌اند.

## جغرافیای نظامی ارمنستان

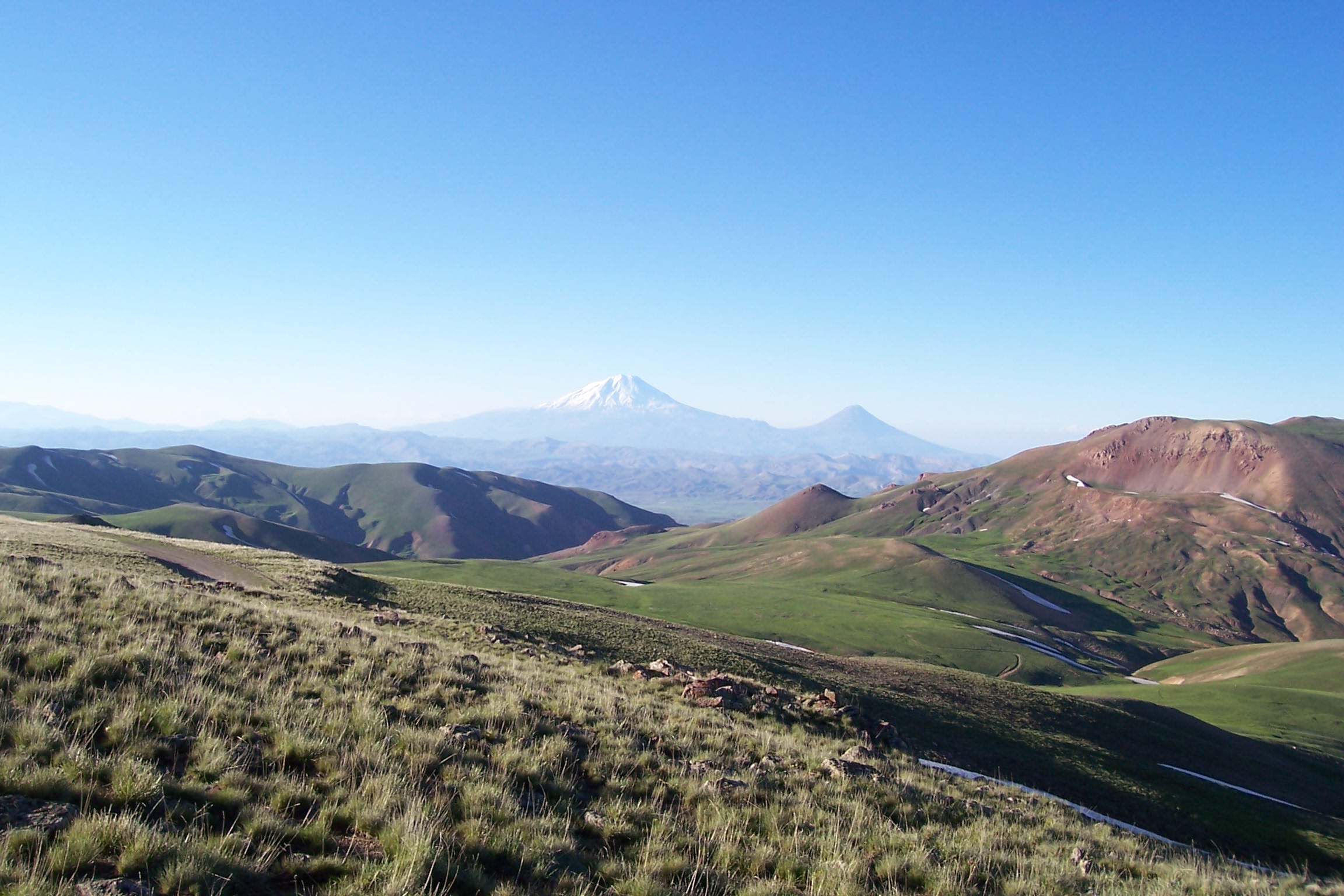
رشته کوهای ارمنستان در نزدیکی مرز ترکیه و ایران

از دیدگاه جغرافیای نظامی، بزرگترین خصیصه بارز ارمنستان زمستان بسیار سخت آن است که اغلب اوقات فاتحان را وحشت زده کرده یا به عقب‌نشینی واداشته‌است.
ویتال کوینه می‌نویسد که: 
«تنها با همین شهرت تاریخی می‌توان دربارهٔ سختی زمستان ارمنستان و خطرات آن قضاوت کرد.»
یکی دیگر از صفات بارز ارمنستان این است که این فلات کوهستانی در شمال و در جنوب به صورت دیواره‌های تند و صعب العبور فرود می‌آید. حمله‌ای که از شمال یا از جنوب به آن سرزمین بشود و ناگزیر به صعود از آن شیب‌های تند و سپس به عبور از همه آن رشته کوه‌های عظیم باشد خواه ناخواه با دشواریهایی که غلبه بر آن‌ها تقریباً غیرممکن است برخورد پیدا خواهد کرد.
ارمنستان به ندرت به اشغال مهاجمی درآمده‌است که از کرانه دریای سیاه به آن حمله کرده باشد، و تقریباً همه تهاجم‌های معمول از سمت جنوب به شکست و ناکامی انجامیده‌اند.
بر عکس، دسترسی به این سرزمین از سمت مشرق یا مغرب آسان‌تر ممکن خواهد بود.
در سده هفتم میلادی، اعراب همینکه بر میان‌رودان شمالی مسلط شدند کوشیدند تا از سمت جنوب بر ارمنستان دست یابند، ولی پس از شکست خونین به عقب رانده شدند. بعدها وقتی که کشور ایران را به تصرف درآوردند توانستند از سمت مشرق و از طریق دره ارس به ارمنستان داخل شوند. دره‌های ارس و فرات از زمان‌های بسیار قدیم مسیر تهاجم‌های متعدد (مادها، هخامنشیان، اشکانیان، ساسانیان، مغولان و تورانیان) و نیز مسیر حمله‌های متقابل غرب (رم -بیزانس) بوده‌اند.
در واقع ارمنستان با موقعیت جغرافیایی منحصربفرد خود آسیای صغیر را به قاره آسیا پیوند داده و همین موقعیت است که آن را تبدیل به یک جاده طبیعی کرده‌است تا ملت‌های آسیایی با گذر از آن به سوی اروپا بروند.
فلات مرتفع ارمنستان، از دیدگاه نظامی دارای اهمیت فوق‌العاده‌ای است، زیرا ارمنستان مانند دژ طبیعی است و موقعیتش طوری است که کلید دست یافتن به تمام منطقه وسیع بین دریای خزر و دریای مدیترانه و خلیج فارس به‌شمار می‌رود. زمانی که ارمنستان تحت حمایت رم قرار گرفته بود رم داعیه تسلط بر تمامی آسیا را داشت.

## سلاح‌های سنتی ارمنیان

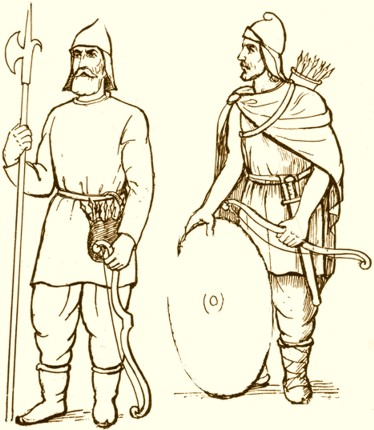
سربازان ارمنی با سلاح‌های سنتی

سلاح‌های سنتی ارمنیان به داوید ساسونی یکی از پهلوانان میهنی ارمنستان است که در زمان یورش اعراب ایستادگی زیادی از خود نشان داد بازمی‌گردد. نیروهای پیاده‌نظام ارمنی دارای یک کلاه‌خود و لباسی که تماماً از زره ساخته شده و به صورت لایه لایه بوده و سینه و پشت سرباز را پوشانیده بوده و یک سپر بزرگ هم برای دفاع از خود در دست داشتند.
سلاح‌های سربازان عموماً شامل شمشیر، نیزه، تیر و کمان و گرز بوده‌است.

## دژهای نظامی ارمنستان اولیه یا اورارتو
دژهای نظامی محل تجمع سپاه بودند و در نقاط دارای اهمیت سوق‌الجیشی برای محافظت از گذرگاه‌ها و گلوگاه‌های مهم ایجاد می‌شدند. به هنگام پادشاهی آرگیشتی اول فرزند منوآ برتپه آرماویر در بخش «کوردوکلین» به نام آرگیشتی هینیلی ساخته شد. بسیاری از سنگ‌نبشته‌های اورارتو که در آن‌ها از بنای دژها، پرستشگاه‌ها و احداث کانال‌های آبیاری سخن رفته از این ناحیه به دست آمده‌اند.
در ساحل دریاچه سوان در ارمنستان دو دژ موجود است که سنگ‌نبشته‌های آن‌ها نشان می‌دهند که به دست اورارتوییان بنا شده‌اند. یکی از این دو دژ بر صخره بلندی بر فراز شهر «نوربایازت» (گاوار) جای دارد.
دژ دیگر اورارتو بر کوهستانی که جلگه ساحل جنوبی دریاچه سوان را قطع می‌کند نزدیک دهکده «کولاگران» جای دارد. در این دهکده بر فراز دریاچه سنگ‌نبشته‌ای به خط میخی باقی‌مانده‌است که از بنای دژی به نام «خدای تیشبا» در این ناحیه سخن می‌گوید.
از دژهای دیگر آرین برد و کارمیر بلور در اطراف ایروان است. کارمیر بلور را روسای اول در سده هفتم پیش از میلاد به عنوان مرکز اداری و نظامی خویش برگزید و به افتخار خدای «تئی شاب» آن را «تئی شابانی» نامید.

## تشکیلات نظامی ارمنستان در دوران قدیم
در جامعه ارمنی حقوق اجتماعی از امتیازات کسانی بوده که جزو ارتش فئودالی بوده‌اند، تنها کسانی که جزو ارتش فئودال بوده‌اند حق مالکیت موروثی روی یک تکه زمین داشته‌اند. هر (بارون) – ناخارار یا خان که مالک یک بخش بوده یک لشکر کوچک فئودالی از آن خود داشته‌است مرکب از شاهزادگان کوچک یا مردان آزاد (آزاتانی یا سپوه) که از رعیای خود او بوده‌اند. آنان در موقع جنگ و همچنین به هنگام تمرین‌ها به دور پرچم خان گرد می‌آمدند. این جنگجویان همه سواره بودند، ولی در صورت لزوم (در کوهای بلند یا در پشت سنگرها) پیاده هم می‌جنگیدند. بدین گونه هر بارون یا ناخارار دارای سپاهی به تعداد چندین صد نفر بوده‌است.
شاهزادگان بزرگ یا ایشخانان مالک شهرستان‌های کامل بودند و بر آن‌ها حکومت می‌کردند، و بارون‌ها یا ناخارارها از رعیای آنان محسوب می‌شدند.
مردان مسلح همه بارون‌ها یا ناخارارهای تابع یک شاهزاده لشکر او را تشکیل می‌دادند، و بدین گونه هر ایشخان یا شاهزاده‌ای یک لشکر چند هزار نفری در اختیار داشت. مجموع ارتش فئودال ارمنستان کلاً «برابر با رقمی در حدود ۱۵٬۰۰۰ نفر مرد جنگی می‌شد، و این رقم در طول چندین قرن تقریباً» ثابت ماند.
جدا از این لشکر فئودالی که وظایف یک ارتش اگر هم نه دایمی، لااقل همیشه حاضر به خدمت را انجام می‌داد، در موارد لزوم یعنی در جنگ‌های بزرگ دفاعی برای مقابله با یک مهاجم اشغالگر یا در شورش‌های بزرگ ملی، اقدام به سربازگیری از میان توده دهقانان و چریکهای شهری می‌شد. این لشکر مشخص که از دهقانان و چریک‌های شهری ترکیب می‌یافت در حدود ۲۵۰۰۰ نفر می‌شد و رقم کل ارتش ارمنستان را به ۴۰۰۰۰ نفر می‌رسانید.
مسلماً این عده برای دفاع از منطقه‌ای چنان وسیع در برابر چشم طمع همه همسایگان و در برابر نیروهایی که خلفای عرب به کرات به جان ارمنیان می‌انداختند – نیروهایی که اغلب اوقات بیش از یکصد هزار نفر بودند، باید مقاومت و ایستادگی می‌کردند کفایت نمی‌کرد، و لذا ارمنیان جز به زور دلاوری و شجاعت مثال زدنی، و از خود گذشتگی از عهده این مشکلات برنمی‌آمدند.

لوران می‌نویسد:
«شاهزادگان و مردان جنگی آنان شغل و حرفه‌ای بجز کارهای جنگی نمی‌شناختند. هم خود و هم اسبشان غرق در آهن و پولاد بودند. دایم به تمرین بکار بردن سلاحهایشان و به نگهداری آن‌ها مشغول بودند، و هرگز به میل خود آن‌ها را از خود جدا نمی‌کردند، و آن‌ها را چه در حال سواره و چه پیاده با مهارت کامل بکار می‌بردند. همه نوع ورزش از جمله گوی بازی با اسب می‌کردند. این ایشخانان با زور جسمانی و با زیبایی اندام مشهور بودند و هیکل بزرگ و زور بدنی از صفات برجسته‌ای است که مورخان ارمنی آن عصر دایم در مورد ایشخانان خود ستایش می‌کنند. به نظر ارمنیان بهترین جنگجو کسی بود که بتواند با یک ضربه شمشیر دشمن زره پوش کلاه خود بر سر را از فرق سر تا کمر به دو نیم کند. مورخان نمونه‌هایی از این هنرنمایی را در آثار خود آورده‌اند.»
ارمنیان کوه‌نشین ارمنستان به خاطر استعداد ذاتی خود در کارهای ساختمانی و به ویژه صنعت اخیر کمک زیادی به دفاع از کشور خود انجام دادند. از سده چهارم تا سده هشتم میلادی ادامه داشت فن معماری ارمنی در زمینه مذهبی در اوج شکوفایی و ترقی بود و سهم فوق‌العاده‌ای در پیشرفت هنر مسیحی داشت.
در کنار معماری مذهبی معماری نظامی هم وجود داشت و هر دو پیشرفت کرد این معماری نظامی هم شاهکارهایی همچون دژهای مستحکم بر فراز کوه که اقامتگاه شاهزادگان بود به وجود می‌آورد، و همین دژهای مستحکم که در همه جای کشور دیده می‌شدند خود یکی از عوامل اساسی دفاع آن به‌شمار می‌آمد.
در سپاهیان ارمنیان واحدهای ویژه کوچکی هم بودند مرکب از سربازانی که تعلیمات مخصوص دیده بودند آنان را (کوه‌نورد) می‌نامیدند.
رافی می‌نویسد: 
«همیشه در جنگ‌ها حمله به نقاط مستحکم ساخته شده بر فراز صخره‌های دست نایافتنی را به کوهنوردان محول می‌کردند. این سربازان که همه در بین قلل کوه‌ها زندگی کرده و بزرگ شده بودند و از دوران بچگی عادت داشتند مثل مارمولک از لای تخته سنگ‌ها بخزند و بالا بروند کوهنوردان بسیار جسوری بودند؛ و آنان به کمک چنگک‌های آهنی بسیار قوی انجام می‌دادند؛ و برای دفاع از خود در برابر باران تیرهایی که مدافعان قلعه‌ها برسرشان فرومی ریختند از سپرهای پهن مسی به شکل چتر آفتابی که به شانه‌های خود می‌بستند استفاده می‌کردند.»

## سواره نظام ارمنستان
سواره نظام‌های ارمنستان نه تنها برای دفاع از سرزمین‌های خود بلکه توسط امپراتوری‌های دیگر مانند: پارت. ایران. رم؛ و پنتوس مورد استفاده قرار می‌گرفت.
ساسانیان از سواره نظام ارمنیان بهره می‌بردند. سمبات باگراتونی فرماندهی سواره نظام ارمنیان در ارتش ساسانی را بر عهده داشت. خسرو پرویز به پاس خدماتی که این فرمانده نظامی ارمنی برای ارتش ساسانی انجام داده بود او را به درجه سپهسالاری نایل کرد.
زرین کوب در کتاب تاریخ مردم ایران نوشته‌است که: 
«سمبات بگراتونی سردار ارمنی ایران توانسته خاقانات غربی ترک را شکست بدهد و وادار به عقب‌نشینی بکند و تمامی سرزمین‌های شرقی ایران را بدست گیرد.»
پلوتارک می‌نویسد: 
«کمانداران ارمنی می‌توانند از فاصله ۲۰۰ متری به‌طور مرگبار دشمن خود را از پای در بیاورند. رومیان تحسین و احترام خاصی برای روح جنگجویی و شجاعت سربازان ارمنی داشتند.»

مورخ رومی سالوستیوس کریسپوس دربارهٔ سواره نظام ارمنیان می‌نویسد: 
«اسب‌ها و زره‌های سواره نظام ارمنیان به‌طور قابل توجهی قوی و زیبا هستند. در ارمنستان از زمان‌های قدیم اسب اهمیت بسزایی داشته و مهم‌ترین بخشی از زندگی آنان را تشکیل می‌داده و به آنان (سربازان) در میادین جنگ یک نوع غرور جنگی می‌داده‌است.»

## قدرت نظامی ارمنستان در دوران تیگران بزرگ

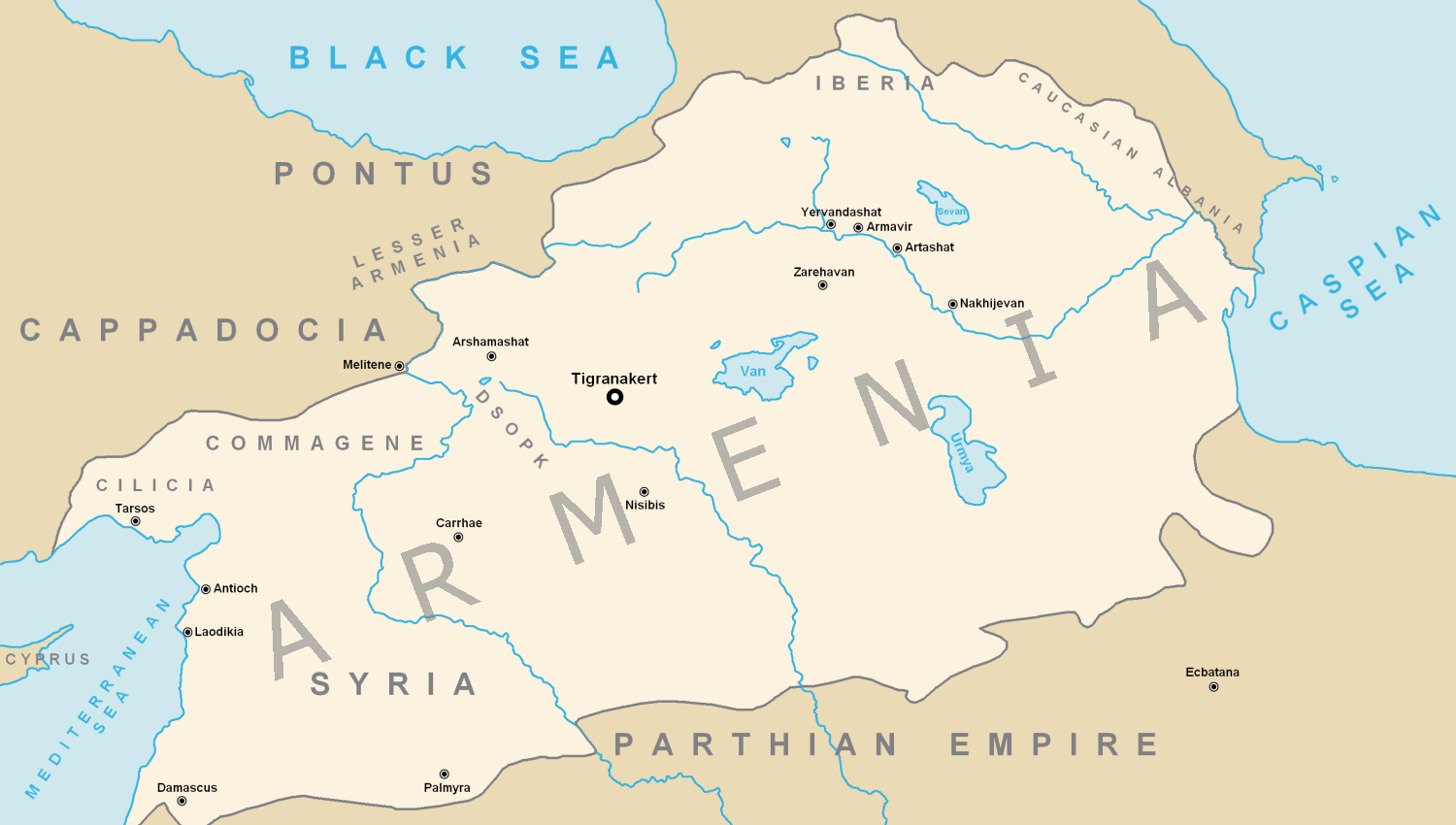
ارمنستان در زمان تیگران دوم

تیگران بزرگ برای گسترش مرزهای ارمنستان یک ارتش بزرگ را تشکیل داد. با توجه به کتاب جودیت ارتش تیگران شامل ارابه و ۱۲٬۰۰۰ سواره نظام سنگین مجهز به نوعی زره که احتمالاً توسط سلوکیان و پارت‌ها استفاده می‌شده تجهیز شده بودند و همچنین ۱۲۰٬۰۰۰ پیاده‌نظام که ۱۲٬۰۰۰ نفر آن از کمانداران تشکیل می‌دادند.
بخش عمده‌ای از ارتش تیگران بزرگ را از سربازان پیاده تشکیل شده بود. در زمان فرمانروایی تیگران دوم، قلمرو ارمنستان سه برابر گشت و ارمنستان به یکی از نیرومندترین حکومت‌های آن روز تبدیل شد.
تئودور مومسن می‌نویسد: 
«تیگران بدین گونه به تفوق یک کشور بر تمامی غرب آسیا به نفع ارمنستان جامه عمل پوشانده بود چیزی که پیش از او هخامنشیان به نفع ایران و سلوکیان به نفع سوریه کرده بودند.»
ارمنستان اگر عوامل و شرایط قدرت نظامی قابل توجهی در خود نداشت بدون شک نمی‌توانست استقلال خود را بدست بیاورد و سپس از آن دفاع کند. مظهر این قدرت نظامی در وهله اول همان کوه نشینان و دهقانان ارمنی بودند، همان نژاد نیرومند و خو گرفته به یک گذران سخت و دشوار در سرزمین دست نیافتنی خود، همان مردانی که برای ارمنستان و سپس برای رم شرقی (بیزانس) پیاده‌نظامی مقاوم تدارک می‌دیدند، سربازانی که در جنگ‌های بیشمار آخرین پایه مقاومت را تشکیل می‌دادند.

چاپوت تاریخ‌نگار یونانی می‌نویسد: 
«آنچه دربارهٔ ارمنستان برای ما نقل می‌کنند بدین منظور است که ما را دچار حیرت و تعجب بکنند. آخر چگونه این سرزمین کوهستانی می‌توانست سواره نظامی چنان خوب و عالی را بیندازد که حتی با اسواران اشکانی نیز رقابت بکنند. آنچه مسلم است این است که ارمنستان نیز مانند سرزمین ماد برای پرورش اسب فوق‌العاده مساعد بوده‌است. ارمنیان این منبع حیاتی نه تنها برای امور اقتصادی، بلکه برای دفاع نظامی نیز استفاده کنند.»
پایه و اساس قدرت نظامی تیگران و قدرت تهاجمی او، در سواره نظام زره پوش مشهورش بود که از سر تا زانو غرق در آهن و فولاد و مسلح به نیزه بودند و از میان نجبای ارمنی به خدمت گرفته می‌شدند. قدرت نظامی ارتش ارمنستان هنر و استعداد سازندگان و بنایان و خاک‌برداران منتخب از میان خود ساکنان ارمنی بود. ارامنه جنوب کشور از معماران و مهندسین نظامی بی نظیری بودند که بر اثر همین شهرت آنان بود که تیگران برای مقاصد نظامی استخدام کرده بود.
تسلیحات و در مهندسی نظامی، در ارتش ارمنستان یکی از ویژگی‌ها و یکی از عوامل قدرت آن ارتش بود. تیگران از این هنرمندان برای بازکردن راه‌ها و ساختن پل‌ها و تمیز کردن رودخانه‌ها و بریدن درخت‌ها و انجام دادن کارهای ضروری دیگر با خود می‌آورد. تعداد آن نیروها در حدود ۳۵٬۰۰۰ نفر بود.

## نبرد تیگراناکرت

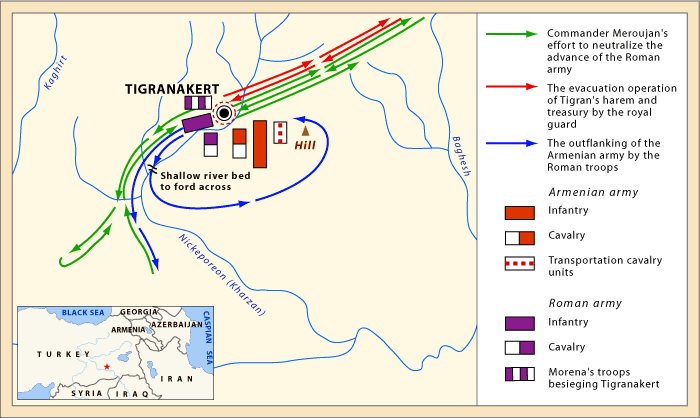
نقشه نبرد تیگراناکرت

تیگران دوم در مناقشه بزرگ بین جمهوری روم و مهرداد ششم، که به‌طور مستقیم ربطی هم به او نداشت تا به آن زمان بیطرف مانده بود. وقتی مهرداد به ارمنستان پناهنده شد تیگران مشغول تصرف فلسطین بود. لوکولوس که دلش می‌خواست به هر قیمتی شده بر مهرداد دست بیابد تا وی را به عنوان یکی از مظاهر پیروزی خود عرضه کند سفیرانی به نزد تیگران فرستاد و از او خواست تا مهرداد را به وی تسلیم کند.
تیگران سفیران رومی را در شهر ثروتمند انطاکیه پایتخت امپراتوری سابق سلوکیان به حضور پذیرفت، تیگران حاضر نشد اصول و مقررات مهمان نوازی را زیر پا بگذارد و به سفیران رومی پاسخ داد که اخلاقاً برایش مقدور نیست مهرداد را به آنان تسلیم کند. در عین حال علاقه‌مند است با دولت رم در صلح بسر ببرد و منافع رم با منافع ارمنستان بزرگ هیچگونه تعارضی ندارد، زیرا او هیچگونه نظر طمعی نه به آسیای صغیر دارد و نه به کشور پنتوس. دیگر از آن لحظه به بعد، جنگ بین ارمنستان و رم اجتناب ناپذیر می‌رسید و شاید هم یکی از مقدرات تاریخ بود.
جنگ با ارمنستان که مجلس سنای رم به انگیزه آداب و سنن و نظرات آینده نگری خود در برافروختن آن تردید نشان می‌داد لوکولوس شخصاً در محل تصمیم به شروع آن گرفت، و با این عمل خود یکی از قوانین اساسی رم که تنها به مجلس سنا اختیار اخذ تصمیم در امور مهم سیاست خارجی و مسایل جنگی و سوق‌الجیشی را داده بود نقص کرد.
اگر تنها از همین یک دیدگاه هم باشد جنگ لوکولوس با ارمنستان حایز اهمیت تاریخی فوق‌العاده‌ای است، چون نمونه یک سردار و رهبر نظامی بزرگی را نشان می‌دهد که دیگر دستورهایش را از سنا نمی‌گیرد بلکه بنا به اراده شخصی خود عمل می‌کند.

## نبرد آوارایر

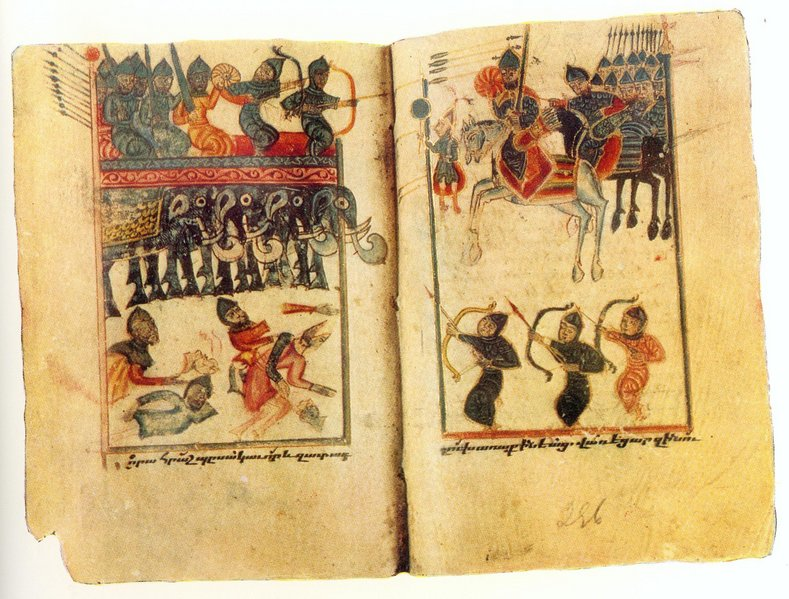
مینیاتور ارمنی قرن پانزدهم نبرد آوارایر را به تصویر می‌کشد

نبرد آوارایر در دوم ژوئن (۱۲ خرداد) ۴۵۱ میلادی نبردی نابرابر بین رزم آوران ساسانی و ارمنیان وفادار با ارمنیان مسیحی بود از نظر نظامی نیروهای ایرانی برتری انسانی و ادوات جنگی نسبت ارمنیان داشتند نیروی‌های ایرانی شامل ۲۲۰٬۰۰۰ هزار سپاهی ساسانی و ۲۰٬۰۰۰ نفر ارمنی وفادار به ساسانیان و چندین فیل جنگی در اختیار داشتند در مقابل ارمنیان ۶۶٬۰۰۰ نیرو را در اختیار داشتند.
در جناح راست سپاه ایران، کوشانیان، هونها و گیل‌ها قرار داشتند. در قلب سپاه و جناح چپ، فیل‌های جنگی و اسواران و کاتافراکتها قرار داشتند؛ و واحد زبده مادی به عنوان نیروی ذخیره (یگان‌های پشتیبان و جان‌سپار) در پشت خطوط بود.
سواره‌نظام ارمنی اول از رودخانه رد شد سپس وارتان دید که واحدهای زبده (جاودانان واحد اسواران)، جناح چپ ارمنی‌ها را پس زده‌اند که وارتان مامیکونیان در ضد حمله این جناح (جناح راست سپاه ایران) را به عقب راند و باعث شد که سواران به پشت فیل‌های جنگی پناه ببرند که واحد مامیکونیان این جناح عقب نشسته را محاصره و نابود کرد. بدنبال این، (مشکان نیوسال‌آورد)، فرمانده سپاه ایران، به اردشیر که فرمانده واحد فیل‌های جنگی بود، دستور حمله داد و خودش وارتان را محاصره نمود. پس از نبردی شدید، سپهسالار ارمنی (اسپاراپت) و سواران همراهش کشته شدند و بدنبال آن سپاه ارمنستانی پراکنده شد. نه نفر ناخارار ارمنی (وزیران محلی ارمنستان) در این درگیری کشته شدند.

## ارمنستان و هخامنشیان
از میان تمام کشورهایی که به دست داریوش بزرگ فتح شدند، ارمنستان سرزمینی بود که بزرگترین و طولانی‌ترین مقاومت را از خود نشان داد (جنگ ۱۲ ماه به طول انجامید) به گفته مورگان:
«خطوط نوشته دشمن بر سنگ‌نبشته بیستون مردم ارمنی را در حالی نشان می‌دهد که بیش از دو قرن از استقرارش در سرزمین ارمنستان گذشته و به صورت دولتی سازمان یافته درآمده بود و خود را چنان قوی حس می‌کرد که با سپاهیان جاویدان پنجه دراندازد. خطوط کتیبه موید این نکته‌اند که ملت ارمنی در آن زمان در فنون جنگ بسیار آزموده بوده‌است، و ارمنستان را در سالهای آخر قرن ششم پیش از میلاد در ردیف قدرت‌هایی قرار می‌دهند که در سیاست کلی خاور زمین نقشی داشته‌است.»
ارمنیان مسلماً مکلف بودند به سهم خود سپاهیان وظیفه‌ای را در اختیار سپاه جاویدان بگذارند تا در ارتش او خدمت کنند؛ و بر همین مبنا است که هرودت اشاره به حضور گروهای ارمنی در میان سپاهیان خشایارشا می‌کند، به هنگامی که آن شاه در جنگ‌های ایران و یونان با یونان باستان از تنگه‌های بسفر و داردانل گذشت. در زمان حمله اسکندر مقدونی به ایران نیز ارمنیان بنا به نوشته کوینت کورس چهل هزار پیاده و هشت هزار سوار به کمک داریوش سوم فرستادند.
به هنگام جنگ نهایی داریوش سوم با اسکندر در نبرد گوگمل نیز سواران ارمنی جناح راست ارتش داریوش را تشکیل داده بودند.

ارمنستان تنها ملت تحت سلطه امپراتوری ایران بود که ایرانیان از میان آنان فرمانده برای سپاهیان خود انتخاب می‌کردند. اصولاً فرماندهی سپاهیان خود را جزء به پارسیان و به مادها واگذار نمی‌کردند. گره و کاری می‌نویسد که: 
«از هشت سردار نامبرده به وسیله داریوش در کتیبه بیستون یکیشان ارمنی است.»

## استحکامات نظامی شهر تاریخی آنی
شهر آنی به عنوان پایتخت ارمنستان برگزیده شد. در سال ۹۶۱م. آشوت سوم، پادشاه ارمنستان، پایتخت خود را از شهر کارس (قارص کنونی) به آنی منتقل کرد و راه تازه‌ای برای شکوفایی و پیشرفت این شهر گشود.

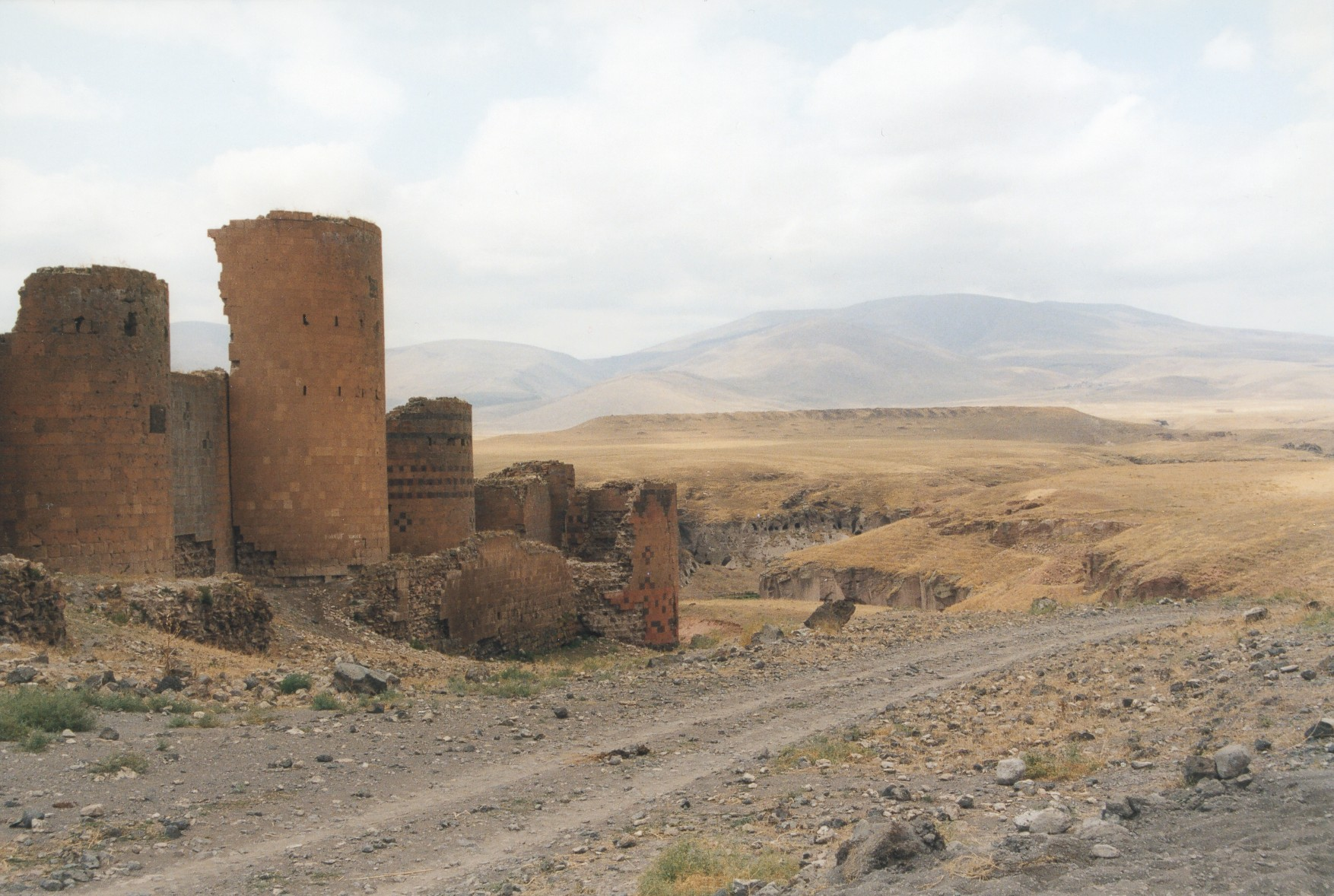
استحکامات شهر آنی

آرامشی که در حدود یک قرن در سر تا سر ارمنستان حاکم شد فرصتی مناسب در اختیار شاهان دودمان باگراتونی قرار داد تا به بهترین شیوه‌های ممکن به آبادانی و پیشرفت این شهر همت گمارند. آشوت سوم اولین پادشاه باگراتونی بود که تغییراتی اساسی در شهر آنی به وجود آورد. او در داخل شهر اقدام به ساخت استحکامات و قلعه‌های نظامی‌کرد و قصد داشت این استحکامات را به منزلهٔ سد دفاعی کاخ‌ها و اقامتگاه‌های سلطنتی به کار برد اما با درگذشت وی ساخت بناهای سلطنتی نیز نیمه تمام ماند.
پس از آشوت، سمبات دوم، جانشین او، کار ساخت و ساز شهر را ادامه داد اما او پیش از ساخت اقامتگاه‌های عظیم سلطنتی اقدام به ایجاد دیوارهایی در اطراف شهر به طول ۲/۵ کیلومتر کرد تا شهر را در برابر حملات احتمالی حفاظت کند.
ژاک دو مورگان می‌نویسد: 
«ما در اروپا تعدادی شهر داریم که هنوز به دورشان آن استحکامات و برج و باروهای قرون وسطی دیده می‌شود؛ ولیکن هیچ منظره‌ای قابل مقایسه با منظره آنی از لحاظ تأثیر عمیقی که این شهر مرده به دیدارکننده خود می‌بخشد نیست، شهری که در میان سکوت و انزوای عظیمی محو شده‌است و هنوز زخمهای عمیقی را که به هنگام نزاع برداشته بود به تن دارد. آنی در دوران پادشاهی باگراتونی شهری بود بزرگ و زیبا و مزین به بناهای باشکوه کلیساها و کاخ‌ها و دژهای زیبای ساخته از سنگ‌های آتشفشانی رنگارنگ، کلیسای جامع شهر و کلیساهای مختص به حواریون و به قدیس سن گریگور روشنگر و نجات بشر از بناهای عمده مذهبی بودند، لیکن تعداد نمازخانه‌ها بی حساب و بقدری زیاد بود که ساکنان شهر طبق عادت به هزار و یک کلیسای آنی قسم می‌خوردند. خرابه‌های این بناهای ویران شده هنوز پا برجاست، در حالی که ساختمان‌های خصوصی در زیر آوار محو شده‌اند.

این شهر که امروزه دیدار از خرابه‌های آن بدون احساس یک تأثر جانگداز میسر نیست کار تنها یک پادشاه یا فرمانروا نبوده بلکه نتیجه زحمت همه شاهان باگراتونی بوده که از آراستن پایتخت خود لذت می‌بردند، آنی مظهر شخصیت ارمنستانی بود که مدت‌های مدیدی به هم آمیخته بود. باگراتونی‌ها با بالا بردن و رساندن شهر آنی به مقام پایتخت‌های بزرگ برای ملت ارمنی مرکز و کانونی درست کرده بودند که آن وقت‌ها تصور می‌کردند جاودانی خواهد بود. آنی تبدیل به قلب ارمنستان می‌گردید.»

## جنبه‌های نظامی کشور ارمنستان در دورهدودمان باگراتونی‌ها
در زمان سلطنت آشوت سوم مجهز به ۹۰٬۰۰۰ نفر سرباز آماده به جنگ شد این رقمی بود که ارتش ارمنستان از زمان سلطنت تیگران دوم به بعد هرگز به آن نرسیده بود. یکی دیگر از ویژگی‌های تشکیلات نظامی این دوران این بود که بر عکس آنچه که سابقاً سر فرماندهی ارتش ارمنستان به‌طور موروثی به یک خانواده مشخص واگذار می‌شد، و آن خانواده مامیکونیان بود که از همین راه افتخاراتی کسب کردند، در حکومت پادشاهان باگراتونی خود پادشاه است که اغلب فرمانده سرباز است و سخت به فنون جنگی علاقه‌مند، یا برادر او است که در راس لشکر قرار می‌گیرد و آن را در جنگ رهبری می‌کند.
قلعه‌ها و دژهای مستحکم در این دوران نیز همچون در قرن‌های پیشین عامل اصلی دفاع ارمنستان به‌شمار می‌رفت و به حصارها و برج و باروهایی مجهز بودند که قسمتی از شهر را دربر می‌گرفت، و در واقع پناه گاهایی بود که تقریباً همه ساکنان شهر به هنگام محاصره می‌توانستند به آنجاها پناه ببرند و از آنجاها به مقاومت ادامه بدهند.

## سربازان ارمنی در ارتش امپراتوری بیزانس
امپراتوری بیزانس دائماً از طرف امپراتوری‌های دیگر از شرق و غرب و با اقوام اسلاونژاد مورد تهدید قرار می‌گرفت و در جنگ ستیز بود به این علت احتیاج به یک ارتش پایدار و قوی داشت سربازان ارمنی سهم بسزائی برای تشکیل ارتش بیزانس داشتند. ۱۵۰٬۰۰۰ نظامی ارمنی در ارتش امپراتوری بیزانس خدمت می‌کردند که به گروهای کوچک ۲۰٬۰۰۰ و ۳۰٬۰۰۰ نفری تشکیل می‌دادند و به نقاط مختلف امپراتوری بیزانس فرستاده می‌شدند.
باسیل دوم ملقب به باسیل بلغارکش در حین نخستین جنگش با ساموئل تزار بلغارستان در فردای آن روزی که نیروهایش در تیتوک شکست خوردند می‌نویسد: 
«سربازان پیاده‌نظام ارمنی بودند که جانش را نجات دادند، بدین ترتیب که با تن خود حصاری به دورش کشیدند و او را صحیح و سالم از بیراهه به شهر پلوودیو (فیلیپوپلی) بازآوردند.»

از قرن پنجم به بعد ارمنیان هسته اصلی ارتش بیزانس را در آناتولی تشکیل می‌دادند طوری‌که پروکوپیوس محقق و تاریخ‌نگار بیزانس می‌نویسد: 
«نگهبانان کاخ امپراتوری از میان دلیرترین سربازان ارمنی انتخاب می‌شدند.»

و باسل می‌افزاید که: 
«از دوران امپراتوری ژوستینین یکم به بعد بهترین سربازان امپراتوری ارمنیان بودند.»
تعداد زیادی از افسران ارمنی در ارتش بیزانس به درجات بالای نظامی ارتقاء یافتند، از میان همین سرداران بود که بیزانس معمولاً حکام نظامی بخشی از ارمنستان را (ارمنستان کوچک) که جزو خاک امپراتوری بود تعیین می‌کرد. در زمان سلطنت ژوستینین یکم عده زیادی از سرداران ارمنی در ارتش بیزانس خدمت می‌کردند که از جمله می‌توان: آرتابان، آرتاوازد، هامازاسپ مامیکونیان و آرشاک که بر پادگان سورا فرماندهی می‌کرد نام برد.
واحدهای ارمنی حتی در میان لشکریان رومی مرز رن هم دیده شدند.

چنان‌که هرودین نقل می‌کند: 
«ماکسیمیان امپراتور رم، در آن زمان که برای جنگ با ژرمن‌ها لشکر کشی می‌کرد در ارتش خود عده زیادی از تیراندازان ارمنی دوست و متحد با رم داشت. همچنین یک دسته سپاه کمکی ارمنی در زمان امپراتور وسپاسیان در نبرد دراز مدت با تاویا شرکت داشت.»
نارسس که در سال ۴۷۸م در ارمنستان به دنیا آمده بود میهن خود را که در آن زمان در تصرف ایرانیان بود ترک گفت و به خدمت بیزانس درآمد. در ارتش به سرعت ترقی کرد. نارسس سپاه گوت‌ها را نخست در تاگینائه و سپس در کامپانیا درهم شکست. پس از آن ایتالیا را از چنگ قبایل فرانک بدرآورد.
در قرن هشتم پاتریس وارتان و ژنرال تاجات آنتزه واستی بودند. فرماندهی سپاه بیزانس ضد بلغارها بر عهده ژنرال تاجات آنتزه واستی بود.
فرماندهان و سرداران بزرگ نظامی ارمنی، بیزانس را می‌توان به:
مانوئل مامیکونیان و اوهانس گورگن معروف به ژان کوراکوس (او فرمانده جنگ‌هایی در مناطق تئودوزیوپولیس (ارزروم) و مایتن (ملاطیه) توانست آن مناطق را باز پس بگیرد)
باراداس وارد فوکاس و پسرانش نیسه فور و لوون و کنستانین، و بالاخره به ژان تزی میسکس و گریگوری دوتارون را نام برد.

## ارمنستان و جنگ صلیبی
«از جمله نیکی‌هایی که ملت ارمنی به کلیسا و به جمهوری مسیحی کرده به ویژه یکی هست که بیش از همه درخور یادآوری است، و آن اینکه در زمان قدیم وقتی شاهزادگان و لشکریان مسیحی برای باز پس گرفتن سرزمین‌های مقدس می‌رفتند هیچ جماعتی و هیچ ملتی با آن شور و شتاب و آن علاقه و ایمانی که ارمنیان با دادن سرباز و اسب و خواربار و لوازم زندگی و راهنمایی به آنان کمک می‌کردند نکرد. ارمنیان با تمام توان و نیرو و با حد اعلای دلاوری و وفاداری به مسیحیان در آن جنگ‌های مقدس یاری دادند.»
پاپ گرگوری سیزدهم (کتاب کلیسای رم ۱۵۸۴ میلادی)
«مردم اغلب فراموش می‌کنند که این ارمنیان بودند که پیروزی صلیبیون را در نخستین و بزرگترین جنگ‌های صلیبی تسهیل نمودند و خصایص سلحشوری خود را در آن جنگ و بعداً نیز هر بار که فرصتی برای خودنمایی در این باره پیش می‌آمد نشان می‌دادند. خانهای ارمنی از متحدان وفادار و برازنده صلیبیون شدند. ارمنیان دوش به دوش دلاوران صلیبیون می‌جنگیدند.»
مهندسین نظامی ارمنی نقش بسزایی در نبرد صلیبی داشتند از جمله در محاصره شهر تیر در سال ۱۱۲۴ صلیبیون یک مهندس ارمنی به نام هانه دیک را که شهرت زیادی در فن بکار انداختن ماشین‌های محاصره و پرتاب سنگ داشت آوردند.
گیوم دوتیر نقل می‌کند:
«با درایت کاردانی او شهر به دست صلیبیون فتح شد. (در ۲۱ ژوئن مسلمانان با خروجی پیروزمندانه توانستند قوی‌ترین ماشین‌های محاصره صلیبیون را خراب کردند؛ ولی یک مهندس ارمنی که اهل انطاکیه بود با کاردانی و استعداد فنی خود همه دلاوری‌ها را احیا کرد و کمی بعد شهر تسلیم شد)
در این شرایط سپاهیانی که کشور ارمنستان در اختیار داشت به ۵٬۰۰۰ نفر رسید در زمان توروس اول و لوون دوم به ۱۰۰۰۰ نفر هم رسیده.»

## ارمنیان و ترکان عثمانی
در قره‌باغ قهرمان ملی ارمنی، «داوید بیگ» در قرن هیجدهم با سپاه مختصری که از پانصد نفر بیشتر نبود به جنگ تُرکان رفت البته بعدها بر تعداد این سپاه افزوده شد وقتی که توانست تمامی نیروهای ارمنی قره‌باغ را به زیر فرمان خود درآورد به ۷۰۰۰ نفر رسید. داوید بیگ نبردهای حماسه آفرینی در کاپان و دژ هالیدزور با تُرکان کرد و نیروهای تُرک را با فرماندهی «صاری مصطفی» بودند شکست دهد.
ارمنیان در خدمت سپاه بیگانه هم بودند البته به اجبار، سپاه ینی‌چری مرکب از سربازان مسیحی بودند که تُرکان آنان را در سنین پایین به زور از پدران و مادرشان به عنوان مالیات خون بود می‌گرفتند و به آنان تعلیمات نظامی می‌دادند. در واقع همین سربازان بودند که پایه و اساس قدرت امپراتوری عثمانی را در طول چندین قرن تشکیل می‌دادند. در میان این ینی‌چریها بچه‌های ارمنی هم زیاد بودند.
در مصر نیز سربازگیری به سبک ینی چری عثمانی‌ها بود در بین سربازان ممالیک گارد امپراتوری که ناپلئون بناپارت با خود از مصر آورده بود بیست نفری ارمنی بودند، از قبیل «رستم» و «شاهین» که سرهنگ بودند و ژان شوشی و پی یر آبره سف که آجودان شاهزاده اوژن بوهارنه شد.
مهاجران ارمنی در لهستان و مجارستان در نبردهای بزرگ وطن جدیدشان نقش بسزایی ایفا نمودند به‌طوری‌که مورخان لهستانی از کمک‌های نظامی ارمنیان در جنگ‌های خود با تُرکان عثمانی ستایش کرده‌اند، چنان‌که احساسات تند میهن‌پرستی آنان به صورت افسانه درآمده‌است.
در صفوف لشکریان مجارستان در نبرد وارنا با تُرکان عثمانی در سال ۱۴۴۴ ارمنی‌ها شرکت داشتند.
در ترکیه نیز مهندسین نظامی و کارگران ارمنی نقش مهمی در قسمت زرادخانه‌ها در امر ساختن اسلحه و توپ و باروت بازی کرده‌اند.
برتراند محقق فرانسوی نوشته‌است:
«ارمنی یکی از عوامل ایجاد قدرت دولت عثمانی بوده‌است. ریخته‌گر ارمنی پس از آنکه برای نخستین ینی چریها شمشیر درست کرد به ریختن توپ و به درست کردن باروت پرداخت، سلاحهایی که ترکان به وسیله آن‌ها دیوارهای بلگراد را فرو ریختند و رودس را به آتش کشیدند، اگر صنعت ملت ارمنی نبود احیاناً تُرکان عثمانی نیز مانند هم نژادان دیگر یعنی تاتارها و مغولان و قرقیزها همچون سیل ویرانگر که می‌آید و پس از ببار آوردن خرابی‌ها محو می‌شود از بین رفته بودند.»
در ونیز هم مهندس نظامی ارمنی به نام «آنتونیو سوریان» برمی‌خوریم که برای اختراعات و ابداعات جالبش شهرت دارد و کسی که با ابتکارات خود توانست کشتی‌های جنگی دشمن را متوقف سازد و آن‌ها بی حرکت نگه دارد.
در نیروی دریایی عثمانی، استادان درودگری نیز اغلب از میان ارمنیان و یونانی‌ها انتخاب می‌شدند. ادارهٔ صنعت آهنگری در نیروی دریایی دولت عثمانی بین قرون هفدهم تا نوزدهم میلادی به خانوادهٔ «دمیرجیباشیان» سپرده شده بود. نگهداری و محافظت از مخازن باروت دولت را نیز، در حدود یک قرن، خانوادهٔ معروف «تاتیان» بر عهده داشت. مایحتاج و آذوقهٔ سپاه عثمانی را نیز طی سالیان دراز بازرگانان ارمنی تأمین می‌کردند. از معروفترین این بازرگانان می‌توان به «هوهانس بیگ خانازاد، آبراهام چلبی آپرویان، حاجی اوهان یاقجیان» و خانوادهٔ «نورادونکیان» اشاره کرد. نورادونکیان‌ها سال‌های متمادی با لقب سرنانوا (اِکمِکچی باشی) معروف بودند.
اتحادیهٔ پزشکان امپراتوری نیز به ابتکار این پزشکان تأسیس شد. گروهی از این پزشکان ارمنی به دلیل ارائهٔ خدمات باارزش و انسان‌دوستانه به مقام‌های مهمی مانند پاشا و بیگ رسیدند. از جملهٔ این افراد می‌توان «گابریل پاشا سِوان» (۱۸۲۲–۱۹۰۰م)، اولین پزشک ارمنی در نیروی دریایی عثمانی؛ «آنتون پاشا نافیلیان»، «تیران پاشا پاپازیان»؛ «آرتین بیگ دوولتیان»؛ و «تیگران پاشا پاپازیان» را نام برد.

## نقش ارمنی‌ها در ارتش ایران
ارامنه از دوران قدیم در ارتش ایران خدمت می‌کردند و در جنگ‌های مختلفی که نیروهای ایرانی به پیش می‌راندند شرکت داشته‌اند. در ایران اسلامی، بر خلاف ترکیه اسلامی ارمنی‌ها نه تنها حق حمل اسلحه را داشتند بلکه در ارتش ایران دارای واحدهای نظامی جداگانه‌ای بوده‌اند.
در دوره حکومت نادرشاه در ارتش واحدهای متشکل از سربازان ارمنی، بخصوص از افراد ملیک‌های قره‌باغ حضور داشته‌اند که حتی در حملات نادرشاه به هندوستان و افغانستان شرکت نموده و با عملیات شجاعانه خود به شهرت رسیده‌اند.

همچنین ارمنی‌ها در ارتش خان ایروان، نقش قابل توجهی ایفا نموده‌اند، به این صورت که هم در گروه‌های پیاده و به اصطلاح سربازی و هم در واحدهای سواره، در واحد گارد خان خدمت کرده‌اند. در اوایل سده نوزدهم «کووالنسکی» نماینده تام‌الاختیار روسیه در گرجستان تصریح می‌کند که: 
«محمد خان حاکم ایروان در نزد توابع خود و بخصوص ارمنی‌ها از احترام خاصی برخوردار است. وی آنان را نسبت به همکیشان خود ارجح می‌دانست و آنان بخش نیروهای قلعه‌ای وی را تشکیل وی دادند.»
فرماندهی کل واحدهای مسلح ارمنی تحت نظرخان ایروان بر عهده خانواده «ملک آقامالیان»، اهل ایروان بود. از میان افراد این خاندان «ملک ساهاک آقامالیان» از شهرت خاصی برخوردار بود به‌طوری‌که با توجه به خدمت ارزنده اش، از طرف خاچاطور ارمنی نام «آبراهام ملک آقامالیان، هوانس گقامیان، گابرییل گقامیان» و چند تن دیگر را نیز باید ذکر نمود.
در محاصره قلعه ایروان توسط پاول سیسیانوف و «گودوویچ» ارمنی‌ها هسته مرکزی نیروهای مسلح قلعه را تشکیل می‌دادند. در سال ۱۸۰۶ میلادی نیز ۸۰۰ نفر از ساکنین ایروان به نیروهای مسلح نگهبان قلعه ملحق شدند. این موضوع حضور تعداد کثیر ارمنی‌ها را در واحد نگهبان قلعه ایروان تأیید می‌کند. در حمله ناموفق گودوویچ در ۱۷ اکتبر ۱۸۰۸م به قلعه ایروان ۷۲ سرباز ارمنی و تنها ۶ ایرانی که از افسران بوده‌اند دستگیرشده‌اند.
در جنگ‌هایی که ایران از پیش می‌برد، ارمنی‌ها با دلاوری‌های بی‌نظیر خود به چشم می‌خوردند. بخصوص در طول جنگ‌های ایران و تُرک در ۱۸۲۱–۱۸۲۳ میلادی و در جنگ‌های خراسان، «مؤسس خان» از ارمنی‌های گرجستان و مسئول واحد آتشبار به شهرت رسید. درست هنگامی که ایرانی‌ها در مرز شکست قرار داشتند او موفق شد تمام آتشبار ایران و شخص حسنعلی میرزا فرزند شاه را نجات دهد. حتی عباس میرزا قبل از آغاز جنگ‌های ایران و تُرک در سال‌های ۱۸۲۱–۱۸۲۳ میلادی شخصاً به اچمیادزین رفت و از «کاتولیکوس یپرم» تقاضا کرد تا او را در کلیسای مسیحی تبرک دهد.
از سال‌های ۱۸۲۶–۱۸۲۸ میلادی در شروع جنگ‌های ایران و روس تعداد کثیری سرباز ارمنی در ارتش ایران حضور داشتند. سربازان ارمنی از همان روزهای آغازین جنگ وارد نبرد با روس‌ها شده‌اند. به گواهی خاچاطور آبوویان بیش از هزار نفر از سربازان ارمنی در «نبرد خلی» - «قره کلیسا» شرکت داشته‌اند یعنی عملاً وارد به نبرد با همکیشان خود شده‌اند. در این نبرد ارمنیان محل کشته بسیاری دادند و بیش از ۱۲۰۰ نفر از ساکنین غیرنظامی نیز به اسارت درآمدند.
واحدهای نظامی ارمنی تحت شرایط متفاوتی گردآوری شده و درجه رزم آوری آنان نیز متفاوت بوده‌است به این ترتیب که واحدهای ارمنی خانات ایروان که عمدتاً از طریق سربازگیری تشکیل می‌شدند و نیز بسیاری از واحدهای ایرانی، از نظر رزم آوری در سطح بسیار پایینی قرار داشتند. ارامنه‌ای که از مناطق اصلی ایرانی جمع‌آوری شده بودند در واحدهای پیاده‌نظام و آتشبار وارد خدمت می‌شدند.
در طول سال‌های جنگ ایران و روس، یعنی سال‌های ۱۸۲۶–۱۸۲۸ میلادی یا حداقل تا پایان الحاق ارمنستان شرقی به روسیه، تعداد سربازان ارمنی که در ارتش ایران خدمت می‌کردند به‌طور محسوسی از تعداد آنان در ارتش روس بیشتر بوده‌است. با توجه به اینکه هم ارمنی‌های داوطلب و هم آنانی که در سپاهیان منظم قفقاز خدمت می‌کردند در این آمارگیری منظور شده‌اند، می‌توان به تأکید گفت که ارمنی‌ها در نیمه اول قرن نوزدهم نقش قابل توجهی در ارتش ایران ایفا نموده‌اند.

## ارمنیان و روسیه تزاری

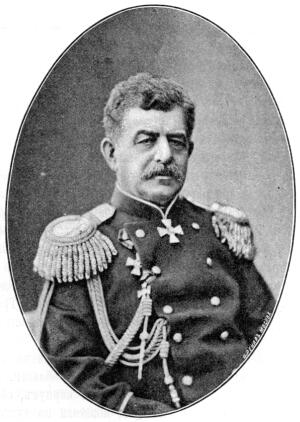
ژنرال هوانس لازاریان

نقش ارمنیان مخصوصاً گروهان‌های داوطلب ارمنی که در صفوف سپاهیان ایوان پاسکویچ در مقابل سپاهیان عثمانی می‌جنگیدند بسیار چشمگیر بود، ژنرال ببوتوف که از ارمنی‌های گرجستان بود با مقاومت خود و سپاهیانش در «قلعه آخالتریخ» که ترکان عثمانی در زمستان ۱۸۲۸–۱۸۲۹ میلادی محاصره کرده بودند رهبری کرد.
ژنرال بهبوتیان که به چند گروهان در داخل قلعه محاصره شده بود نه تنها همه حملات تُرکان را که چندین هزار نفر بودند دفع کرد بلکه در آغاز ماه مارس خود از قلعه بیرون آمد و حالت تعرض به خود گرفت، لشکر دشمن را شکست داد و مجبور به ترک محاصره قلعه نمود.

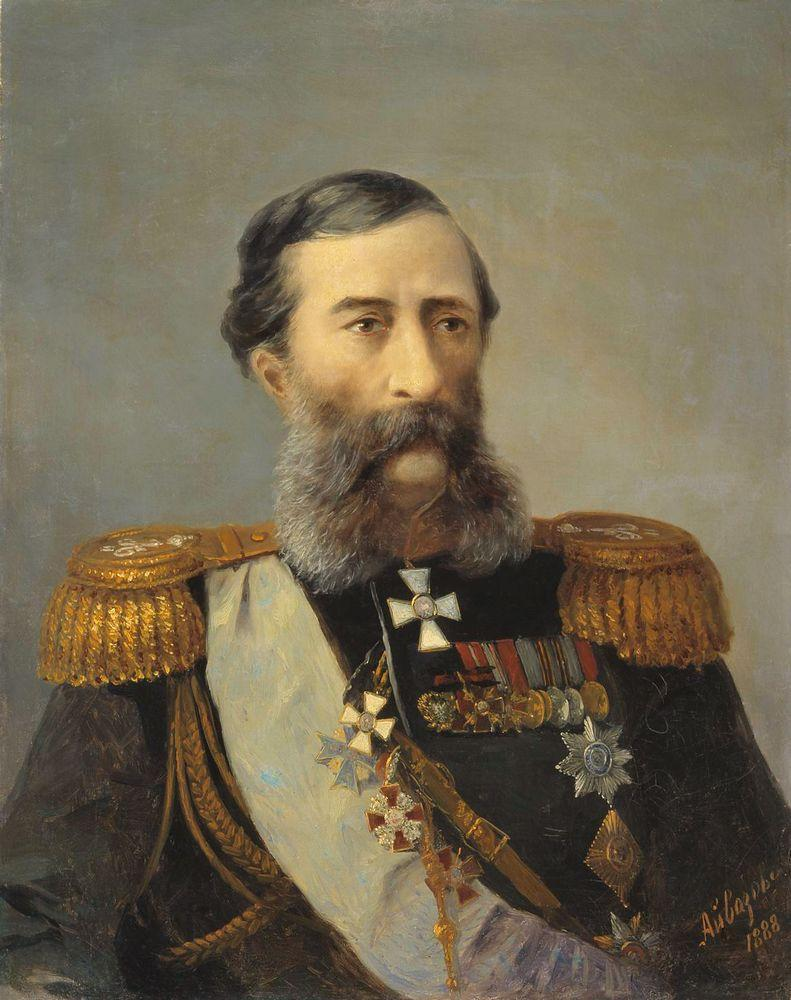
ژنرال لوریس ملیکیان

گروهان‌های داوطلب ارمنی در صحنه عملیات یعنی در منطقه جنوب ارمنستان عثمانی دست بکار شدند. آنان در دفاع بلندآوازه‌ای که از دژ دغوبایزید به عمل آمد (دژی که تعداد نفرات پادگانش ۲۵۰۰ نفر بودند و از آن عده هزارنفرشان ارمنی بود) در برابر نیروهای مهاجم پاشای وان شرکت جستند، دفاعی که یکی از مشهورترین عملیات رزمی لشکریان قفقاز به‌شمار می‌رود. یکی دیگر از عملیات معروف ژنرال بهبوتیان در جنگ گیومری بر کرانه (رود آرپاجای) بود با در هم شکستن سپاهیان «احمد شاه» در چهاردهم نوامبر ۱۸۵۳ نخستین شکست را به لشکریان آسیایی تُرک وارد آورد.
در پایان این جنگ‌ها مارشال پاسکویچ از سپاهیان ارمنی ستایش می‌کند و آنان را (همرزمان دلیر و متحدان وفادار ما) می‌نامد.
یکی دیگر از افسران ارمنی سرهنگ لوریس ملیکیان بود او فاتح نبرد ۱۸۷۷–۱۸۷۸ میلادی و نخست‌وزیر آینده تزار الکساندر دوم روسیه، در راس همان داوطلبان ارمنی در بیستم دسامبر ۱۸۵۵ میلادی در نبردی که در فاصله بین شهر قارص و گیومری درگرفت خویشتن را غرق افتخار کرد و تزار به افتخار آن پیروزی یک شمشیر مرصع به او اعطا نمود.
افسران متعدد ارمنی نیز در صفوف لشکریان روس در جنگ‌های قفقاز شمالی و داغستان که در نیمه‌های قرن نوزدهم سالیان متمادی به طول انجامید و منجر به استقرار سلطه روس‌ها بر این مناطق مسکون از کوه نشینان دلیر و سلحشور گردید خودنمایی کردند. از مشهورترین سرداران ارمنی می‌توان به (لوریس ملیکیان – لازاریان – در-گوکاسیان – و شلکوونیکیان) را نام برد.
ژنرال لازاریان یکی دیگر از افسران ارمنی بود که در نبرد آرپاچای (آخوریان) فرمانده جناح چپ ارتش روس بود او بود که با چرخش ماهرانه‌ای که انجام داد سپاهیان احمد مختار پاشا را تارومار کرد، و همین خود سرنوشت جنگ را تعیین نمود.
ارمنیان در واحدهای مرزبانی قفقاز جنوبی خدمت می‌کردند. در آن سپاه زبده که حافظ نظم و امنیت آن مناطق کوهستانی دایم در معرض تاخت و تاز گروهای مسلح تُرکان و کُردهای چادرنشین بود، عده زیادی ارمنی وجود داشت.

## سربازان موسوم به فدایی

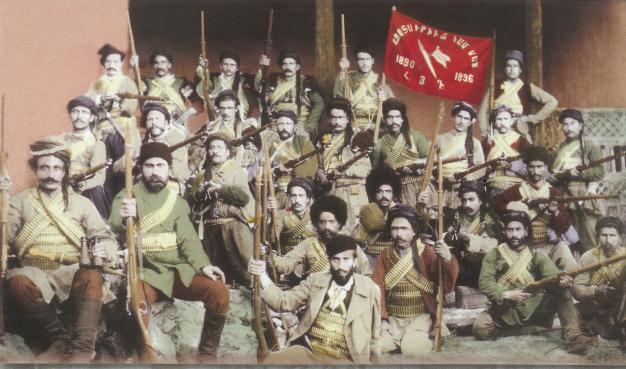
سربازان فدایی ارمنی

هراند پاسدرماجیان در کتاب تاریخ ارمنستان می‌نویسد: 
«در قبال کشتارهایی که در ارمنستان غربی صورت می‌گرفت ملت ارمنی دریافته بود که عدم مقاومت در برابر ستم و تعدی، نوعی تشویق به تعدی است، این بود که فکر یک مقاومت مسلحانه به طرزی اجتناب ناپذیر زمینه پیدا کرده بود. در مناطق مختلف ارمنستان عثمانی مردانی که به کوهستانها پناه برده بودند، در آنجا به صورت دسته‌هایی مجتمع می‌شدند و جنگ پارتیزانی راه می‌انداختند. (فدایی) ارمنی تبدیل به نوعی مبارز افسانه‌ای شد و شجاعت و ازجان گذشتگی آنان تا به امروز در ذهن و انگار ملت ارمنی باقی‌مانده. 
در خود کشور ارمنستان تحت رهبری مردانی چون: آندرانیک اوزانیان و نیکول تومان (از سازمان دهندگان بزرگ مقاومت ارمنی از نظر نظامی) بابکن سیونی (قهرمان ماجرای تسخیر بانک عثمانی) و هرائیر – هراچ - که ورک چاووش – موراد – سروپ،
نیروهای ارمنی سازمان می‌یافت و با عملیات دفاعی یا با انتقامجویی‌های خود از توده‌های ارمنی در برابر ستم و تعدی‌ها و کشتارها حمایت می‌کرد.
هراند پاسدرماجیان در کتاب خود می‌نویسد: 
«این مردان قهرمان بودند و در واقع به جرات می‌توان گفت برای پیدا کردن امثال و نظایرشان باید به دوران ارمنستان باستان بازگشت. البته کسان دیگری هم با جوش خروش کمتری بودند که کارهای قهرمانانه‌ای انجام می‌دادند، لیکن شاید قابل مقایسه با آن مردان خارق‌العاده نبودند.
چه فداکاریها شد و چه عملیات قهرمانانه‌ای در طول این مبارزات صورت گرفت، و چند بار این ضرب‌المثل نظامی روسی مصداق پیدا کرد که می‌گوید: (بمیر، ولی برادرت را نجات بده)»
از مبارزات و عملیات‌ها می‌توان به لشکر کشی به خانه سور اشاره کرد نخستین لشکر کشی سازمان یافته‌ای بود که به وسیله داشناکسوتیون از ایران راه انداخته شده بود تا یکی از شورشیان کردی که به هنگام کشتارهای ۱۸۹۶ هشتصد ارمنی را کشته بودند تنبیه کنند. حزب داشناک سیصد مبارز ارمنی را گرد آورد و آنان شورشیان مزریگ کُرد را تارو مار کردند و چادرهایشان را آتش زدند، اما متعرض کسانی که اهل جنگ نبودند نشدند.
یکی دیگر از نبردهای مهم فدایان ارمنی نبرد خاسدور در (دره آلشگرد) روی داد و موجی از مبارزان ارمنی را که از ماورای قفقاز آمده بودند با واحدهای ارتش عثمانی در گیر شدند. نیروهای ارمنی پس از نبردی سخت راهی از میان صفوف ترکان برای خود گشودند. در منطقه اخلاط نیز سروپ یکی از سران فدایی که توانسته بود سال‌ها بر کوهستان‌های آن منطقه مسلط شد تا سرانجام در سال ۱۸۹۹ م با ۱۲ تن از یاران جنگی خویش پس از نبردی سخت در برابر ۱۵۰۰ نفر قوای تُرک و کُرد که در تعقیب او بودند جان باخت.
ماجرای محاصره صومعه آراکلوتز در ۱۹۰۱ اتفاق افتاد. در طول آن محاصره آندرانیک و یاران مبارزش نوزده روز در برابر نیروهای ترک مقاومت کردند، سپس از میان صفوف دشمن راهی برای خود گشودند و به کوه زدند.
مهمترین نبردها عملیات ساسون در ۱۹۰۴ بود که با تشکیل دو جبهه مداوم، یکی در شمال در سمت موش و دیگری در جنوب در سمت دیاربکر، جنبه یک عملیات نظامی واقعی به خود گرفت. مبارزان ارمنی در کوهستان‌های ساسون تحت فرماندهی آندرانیک گرد آمده بودند، و البته مبارزان برجسته دیگری نیز مانند:
هرائیر - که ورک چاووش - که ری - موراد - سبوه- سمبات- کایدزاک آراکل- گایل واهان در میان او بودند. در راس فدایان کوه‌نشین ساسون در ماه‌های مارس و آوریل در برابر نیروهای تُرک (ده گردان در جبهه موش و سه گردان در جبهه دیاربکر به اضافه هزاران کُرد) مقاومت کردند. واهان مانوئه لیان نماینده حزب داشناک و هرایر در این جنگ که یکی از مظاهر بزرگ مبارزه ملت ارمنی در راه آزادی خویش است، جان باختند.
این جنگ ساسون تأثیر زیادی روی فکر و روحیه ملت ارمنی گذاشت. جامعه ارمنی با اعتماد به نفسی که از پیروزی نبرد ساسون به دست آورده بودند توانستند در ماورای قفقاز با حملات تاتارها که به تحریک حکومت تزاری به جان ارمنیان افتاده بودند مقابله کند.

## ارمنیان و جنگ جهانی اول
ارمنیان مانند بسیاری از کشورهای دیگر در جنگ جهانی اول، که یک سال بعد از شروع جنگ اولین نسل‌کشی سده بیستم توسط دولت عثمانی بر این قوم به وقوع پیوست شرکت جستند. در این جنگ پنجاه هزار نفر ارمنی در زیر پرچم نیروهای متفقین و سپس در زیر پرچم ارمنستان، جان باختند.

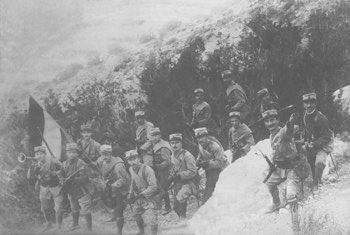
لژیونرهای ارمنی در نبرد مرعش در سال ۱۹۲۰ میلادی در مقابل ارتش ترکیه

این تعداد از جان باختگان از نظر نظامی در میدان جنگ نسبت به جمعیت کشور و افراد مجهز شده ارمنستان را در کنار فرانسه و صربستان در اعداد کشورهایی قرار می‌دهد که برای جانبداری از متفقین بزرگترین فداکاری را انجام دادند.
در آغاز جنگ ۶۰٬۰۰۰ نفر ارمنی در امپراتوری عثمانی و ۱۸۰٬۰۰۰ نفر در روسیه زیر پرچم فراخوانده شدند. در فرانسه هم مهاجرنشینان ارمنی بین ۱٬۰۰۰ الی ۱۵۰۰ نفر در ارتش لژیونر به صورت داوطلب شرکت جستند. همچنین در ارتش ایالت متحده آمریکا ۲۵۰ سرباز داوطلب خدمت می‌کردند.
وینستون چرچیل در تحقیق خود دربارهٔ جنگ در جبهه روسیه از حضور ارمنی‌ها در صفوف سربازان سپاه سوم قفقاز، وقتی واحدهای قهرمان این سپاه در نبرد ویستول در اکتبر ۱۹۱۴ موجب پیروزی ارتش روسیه شده‌اند یاد کرده‌است.
به غیر از افسران و سربازان ارمنی، ارمنی‌ها شش گردان داوطلب نیز تشکیل دادند در جبهه قفقاز با متجاوزین مبارزه می‌کردند، این گردان‌ها در سال ۱۹۱۶ میلادی در نبرد ساری‌قمیش (گردان چهارم به فرماندهی که ری) در نبرد منطقه بایزید و الشگرد (گردان دوم به فرماندهی درو، و سپس آرمن گار و گردان سوم به فرماندهی هامازاسپ) و در نبرد دیلمان (گردان اول به فرماندهی آندرانیک) شرکت نمودند.
در ۱۹۱۵ میلادی گردان‌های دوم – سوم – و چهارم در آزاد کردن شهر وان، و سپس با گردان اول و پنجم (به فرماندهی آوشاریان که در همان عملیات جان باخت) جزو نیروهای روس بود که ارتش تُرکان را به سمت ملازگرد با شکست مواجه ساختند.

افسری به نام نوگالس به هنگام مبارزات وان در صفوف سپاهیان تُرک حاضر بوده‌است از رشادت ارمنیان ستایش کرده و می‌نویسد: 
«من در طول تمام دوران خدمت نظامی ام هرگز در نبردهای چنین کینه توزانه که در وان بر ضد ارمنی‌ها در جریان بود حضور نیافته‌ام. چند ساختمانی که ما توانستیم در طول نبرد از دست آنان در بیاوریم از ترس اینکه مبادا ارمنی‌ها شب هنگام آنجا را متصرف شوند و در آنجا سنگر بگیرند ما آن ساختمان‌ها را آتش می‌زدیم.

آنان از هر خانه‌ای درست مانند یک قلعه مستحکم دفاع می‌کردند و ما می‌بایست هر خانه‌ای را جداگانه محاصره می‌کردیم. در ۲۶ آوریل ۱۹۱۵ میلادی ما پس از تدارکات مفصلی برای براه انداختن توپخانه‌مان سعی کردیم موضع اصلیشان را که خندق بزرگ بود تصرف کنیم. تمام ساختمان را با آتش توپخانه‌مان خراب کردیم. وقتی دست به حمله زدیم با کمال تعجب ارمنیان را دیدیم که از لای آن خرابه‌ها بیرون پریدند و با شجاعتی باور نکردنی شروع به تیراندازی به طرف ما کردند.»
لژیون‌های خارجی از داوطلبان ارمنی اروپا و آمریکا از نجات یافتگان نبرد موسی داغ و از عده‌ای از بازماندگان کشتارها که توانسته بودند خود را به لشکریان متفقین در بین‌النهرین و فلسطین برسانند تشکیل شده بود در صف اول جنگ و در زیر پرچم فرانسه در نبرد سپتامبر ۱۹۱۸ میلادی که به درهم شکستن جبهه ترکان در فلسطین و سوریه منتهی شد شرکت کرد؛ و در همان سال لژیونرهای ارمنی موفق شدند تنها هنگ آلمانی در جبهه ترکان در فلسطین را نابود و آن مواضع را در اختیار بگیرند.
مارشال آلنبی سر فرمانده نیروهای بریتانیا تلگرافی به هیئت نمایندگان ارمنی به پاریس مخابره کرد به این مضمون: 
«من به خودم می‌بالم از اینکه یک واحد ارمنی تحت فرماندهی خود داشتم، این واحد بسیار دلیرانه جنگید و در پیروزی ما سهم بزرگی داشت.»

## نبرد سارداراباد

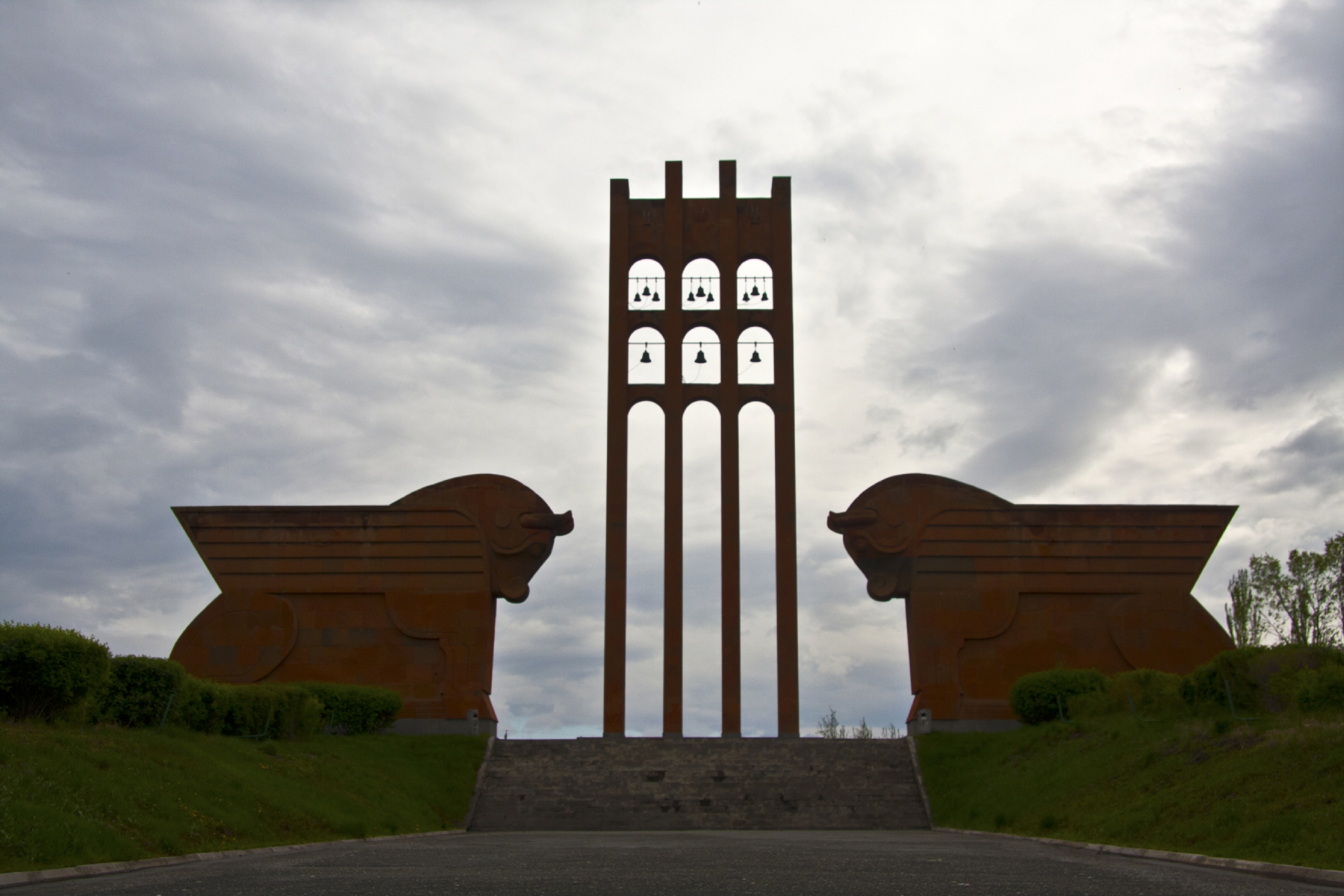
یادبود نبرد سارداراباد در استان آرماویر

نبرد سارداراباد نبردی است که در سال ۱۹۱۸م از ۲۱ تا ۲۷ مه بین ارمنستان و دولت عثمانی در شهر سارداراباد، ۴۰ کیلومتری غرب شهر ایروان صورت گرفت و با پیروزی ارتش ارمنستان خاتمه یافت، و در ۲۸ مه ۱۹۱۸ کشور ارمنستان اعلام استقلال نمود و اولین جمهوری ارمنستان تشکیل شد.

## جنگ ارمنستان–جمهوری آذربایجان

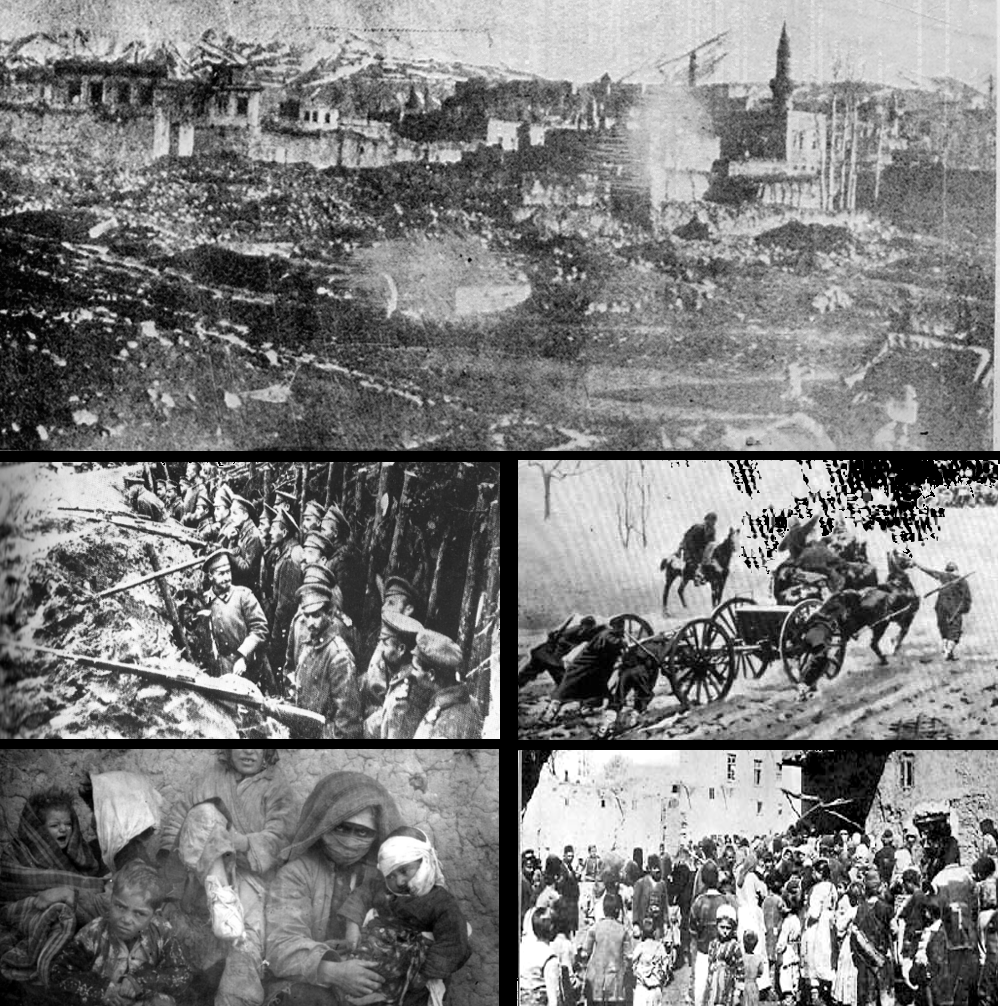
عکس بالا:ویرانی‌های شهر کارین، بالا سمت چپ:نیروهای روسیه، بالا سمت راست: نیروهای عثمانی، پایین سمت چپ: پناهندگان مجروح مسلمان، پایین سمت راست: پناهندگان ارمنی

جنگ ارمنستان–جمهوری آذربایجان اشاره به جنگی است که از سال ۱۹۱۸م تا ۱۹۲۰م که حدود دو سال به طول انجامید است.
با فروپاشی امپراتوری نیکلای دوم-انقلاب روسیه و ظهور دولت‌های مستقل در قفقاز در سال‌های آخر جنگ جهانی اول، رقابت در جهت چیرگی بر قره‌باغ و همچنین موجب اختلاف مرزی، قومیتی و تاریخی در کوهستان زنگزور، نخجوان که باعث درگیری‌های شدیدی میان اولین جمهوری ارمنستان و جمهوری دمکراتیک آذربایجان تبدیل شد.
این جنگ به عنوان بخشی از یک رشته عملیات جنگی در قفقاز (نبرد باکو، نبرد سارداراباد، جنگ ارمنستان–ترکیه) که به مدت چهار سال به طول انجامید است.

## دفاع از سرزمین ارمنستان ۱۹۱۷–۱۹۱۸
پس از انقلابی که در ماه فوریه ۱۹۱۷ میلادی در روسیه روی داد و موجب سقوط حکومت تزاری گردید یک دولت موقت در سن پترزبورگ تشکیل شد و در اکتبر ۱۹۱۷ میلادی دولت موقت بر اثر یک انقلاب کمونیستی ساقط شد. ارتش روسیه قفقاز که ارمنستان آزاد شده عثمانی را متصرف کرده بود و در آن زمان در حال تفرقه و متلاشی بود، و سربازان برای بازگشت به روسیه واحدهای خود را ترک می‌کردند.

چرچیل می‌نویسد: 
«در آغاز سال ۱۹۱۸ میلادی ارتش قفقازی روسیه جبهه آسیای صغیر را رها کرد و به صورت گله پراکنده‌ای درآمد که فکری بجز بازگشت به روسیه نداشت. روسها خیلی زود رفتند و ترک‌ها هنوز پیشروی نکرده بودند. از طرفی ارمنیانی که باقی‌مانده بودند تلاش مذبوحانه‌ای به عمل آمد تا از سرزمین خود ارمنستان دفاع کنند، عناصر ارمنی ارتش روس گرد آمدند و با کمک داوطلبان ارمنی تا مدتی توانستند جلو پیشروی ترک‌ها را بگیرند. ۱۵۰٬۰۰۰ هزار سربازی که ارامنه به ارتش روسیه داده بودند همه یا مرده یا در آن امپراتوری وسیع پراکنده شده بودند، و بنابرین ارمنیان نتوانستند سپاهی بیش از ۳۵٬۰۰۰ نفر گردآورند.»
این لشکر کوچک تحت فرماندهی سردارانی چون ژنرال نازاربکیان و ژنرال آندرانیک و «سرهنگ مره ل» - سرباز بزرگ روس، در جبهه ارمنستان عثمانی مستقر شد. این لشکر که پا به پا مبارزه می‌کرد در وسعتی به طول ۴۰۰ کیلومتر از ارمنستان آزاد شده عثمانی و از ماورای قفقاز در برابر ارتش ترکیه دفاع کرد.
ژنرال بره من می‌نویسد: 
«تلاش ارمنی‌ها در این جبهه دور افتاده از نظر افکار عمومی اروپایی دور مانده‌است مع‌هذا در خور آن است که مقامش در تاریخ، با قهرمانی‌هایی که در سیر آن نشان داده شد و با مشکلات توانفرسایی از قبیل تأمین آذوقه و ارتباطات در سرزمینی با کوهای بلند و با دشمن بیرحمی که از لحاظ نفرت برتری خردکننده‌ای بر ارمنی‌ها داشت و جدا مانده از سایر نقاط دنیا و با مبارزه در میان توده‌ای که محکوم به سرنوشت کشتار و قطع نسل شده بودند، محفوظ بماند.»

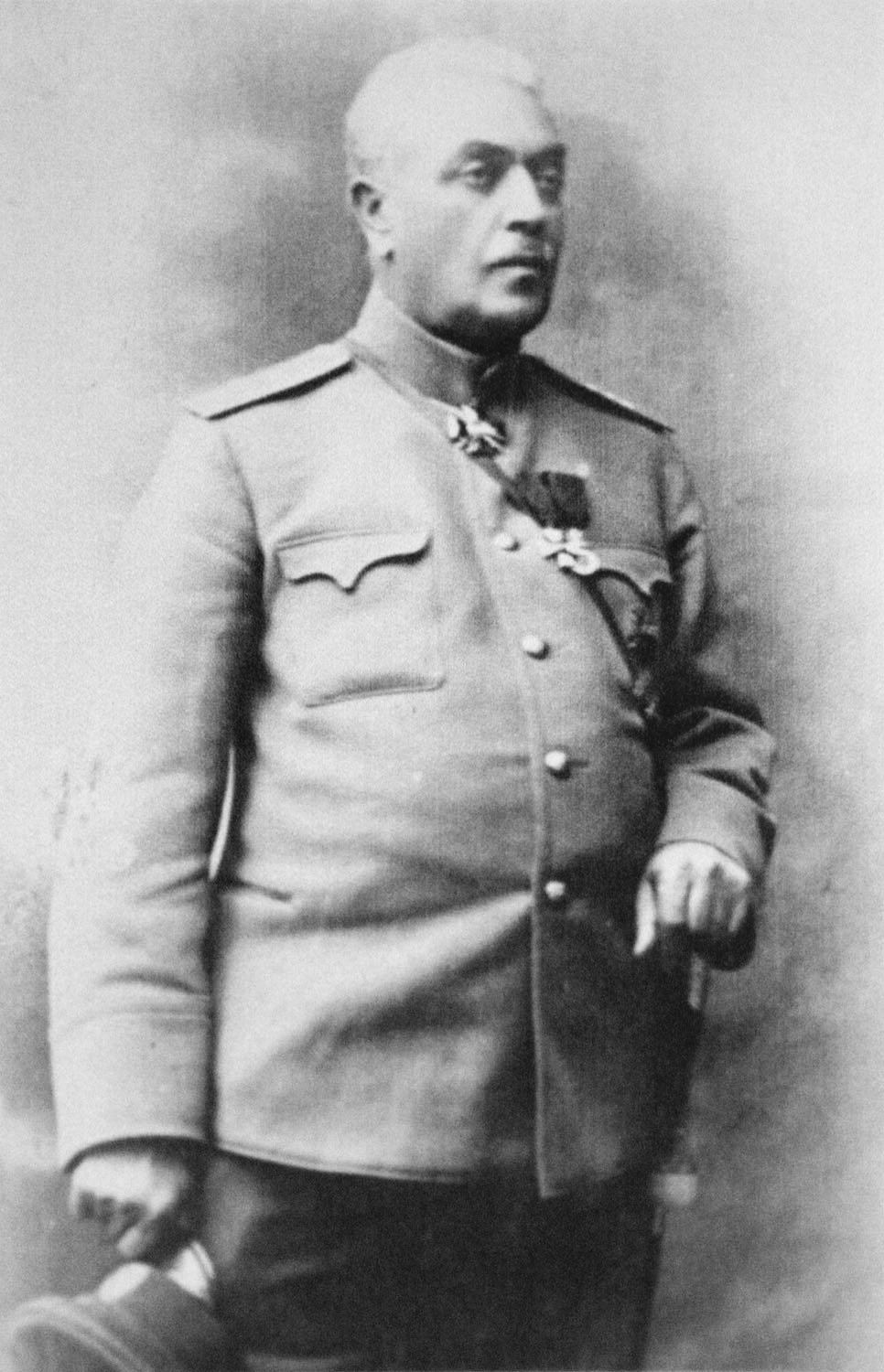
ژنرال توماس نازاربکیان

ه. باربی مخبر نظامی روزنامه پاریس که شاهد عینی این مبارزه بود می‌نویسد: 
«مبارزه نابرابر با لشکر عثمانی که از لحاظ نفرات و تشکیلات برتری فوق‌العاده‌ای بر لشکر ارمنیان داشت شروع شده بود و می‌رفت که هفت ماه و بلکه نه ماه ادامه پیدا کند، چون با دفاع قهرمانانه‌ای که از باکو می‌شد تا اواسط سپتامبر ۱۹۱۸ میلادی نیز طول کشید. ارمنی‌ها در طی این مدت از متفقین به دور بودند و کمکهای جنسی و انسانی هم که از طرف متفقین به ارمنی‌ها وعده داده شده بود نمی‌رسید، و در غم انگیزترین لحظات نیز گرجیان آنان را رها کرده بودند و همسایگان دیگر یعنی کردها و تاتارها دایم آزارشان می‌کردند، با این وصف، این ملت قربانی تاریخ، قهرمانانه مقاومت کرد، و البته نه به امید پیروزی بر ترکان به این امید که پیشروی آنان را به سمت داخل قفقاز به تأخیر اندازد تا ساعت پیروزی بزرگ متفقین فرا برسد.»

ژنرال نازاربکیان آخرین ندا را به این شرح به سپاهیان خود داد: 
«پس از چندین سال بندگی در زیر یوغ تُرکان تصمیم گرفته‌ایم که یا آزاد زندگی کنیم یا بمیریم. اگر ما نتوانیم اسلحه بدست هم از سرزمین خود، از آزادی خود و از شرافت خود دفاع کنیم دیگر این استحقاق را نداریم که به صورت یک ملت زندگی کنیم. اینک آن ساعت موعود فرا رسیده‌است که ما یا باید آینده خود را تأمین کنیم یا بمیریم.»
در برابر قوای ذخیره عثمانی که دایم تجدید می‌شد لشکر ارمنیان پس از اینکه تا آخرین حد توانایی خود جنگید توانست دشمن را به مرز قدیم روس و عثمانی در سال ۱۹۱۴ میلادی عقب براند.
لشکر ارمنیان از ارزنجان (فوریه ۱۹۱۸ میلادی) و سپس از ارزروم (مارس ۱۹۱۸ میلادی) در برابر سپاه تُرکان دفاع کرد. زمامداران ترکیه جوان به امید اینکه بتوانند در پایان کار به آرمان پان‌ترکیسم خود جامه عمل بپوشانند بهترین واحدهای خود را در این جبهه متمرکز کرده بودند.
در جنگ‌های قره کلیسا، که آهارونیان آن را آوارایر دوم نامیده‌است، و نبرد سارداراباد و باش آباران – چنان مقاومتی از خودشان نشان دادند که تُرکان قادر نشدند آن را در هم بشکنند، مقاومتی که وجود یک دولت ملی ارمنی را تضمین کرد.

## جنگ ارمنستان–ترکیه
جنگ ارمنستان–ترکیه اشاره به درگیری در پاییز سال ۱۹۲۰ بین اولین جمهوری ارمنستان و دولت موقت جنبش ملی ترکیه بوده‌است.

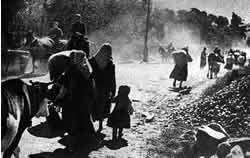
غیر نظامیان ارمنی در حال ترک شهر قارص

پیروزی ترکیه جدید در کنفرانس پیمان لوزان اگر پیش از هر چیز نتیجه اهمال و بی‌توجهی قدرت‌های بزرگ و تبانی پنهانی بعضی از آنان بود ناشی از جهش احساسات ملی ترک هم بود که با ادامه کارهای ترکان جوان به ترکیه امکان داد با آنکه در جنگ جهانی اول مغلوب شده بود در دوران پس از جنگ ژست و قافیه غالب به خود بگیرد.
ارتش ترکیه قفقاز که به ارزروم پس نشسته بود از آغاز سال ۱۹۱۹ به ابتکار فرمانده خود ژنرال کیازیم قره بکر تبدیل به کانونی برای پرورش فکر انتقام جویی می‌شد. چیزی نگذشت که مصطفی کمال آتاترک نیز، که بعداً رهبر نهضت ملی (ناسیونالیست) شد، به او پیوست. این نهضت زمینه‌های کاملاً آماده‌ای در میان اعضای سابق حزب (اتحاد و ترقی) پیدا کرد.
در کنگره‌های حزبی ارزروم (ژوئیه ۱۹۱۹) و سپس سیواس (سپتامبر همان سال) نهضت کمالی مرام ناسیونالیستی افراطی و نژادپرستی خود را که ترکیه جدید به ارث برده بود پیاده کرد. طرفداران نهضت کمالی در آنکارا نخستین دولت دیکتاتوری ناشی از جنگ را در مخالفت با دولت ترکیه مستقر در قسطنطنیه تشکیل دادند.
آنگاه که زمامداران دولت قسطنطنیه (داماد فرید پاشا و سپس مارشال عزت پاشا) آمادگی خود را برای قبول واگذاری مناطق باسن و وان به دولت جمهوری ارمنستان اعلام کرده بودند، ولی دولت ناسیونالیستی آنکارا نه تنها از قبول هر گونه واگذاری ارضی استنکاف ورزیدند بلکه مدعی اشغال مجدد قارص و اردهان نیز شدند.
به گفته وینستون چرچیل:
دولت آنکارا در آغاز مبارزه برای قطع نسل ارمنیان در ترکیه و برای ضمیمه کردن جمهوری‌های قفقاز جنوبی به خاک خود اندک تردیدی به خود راه نداد. معمولاً دیپلماسی همه دولت‌ها همواره هدف مهمش این بوده‌است که همسایگانش دولت‌هایی باشند از خودش کوچکتر و ضعیف تر، لیکن دیپلماسی ترک و ارتش ترکیه انگار با این مبارزه نشان داده‌اند که داشتن همسایه نیرومندی چون روسیه را بر همسایگانی چون سه جمهوری ماورای قفقاز ترجیح می‌داده‌اند.

## ارمنیان و جنگ جهانی دوم
ارمنستان در کنار متفقین تحت اتحاد جماهیر شوروی سوسیالیستی در جنگ جهانی دوم شرکت نمود. ارمنیان در این جنگ بین سیصد تا پانصد هزار نفر نیرو ی نظامی و پزشک و متخصصینی را گسیل نمود که آنان به‌طور مستقیم و غیرمستقیم درگیر این جنگ بودند. تقریباً نیمی از آنان به موطن خود بازنگشتند. ارمنستان در کنار کشور گرجستان در بین کشورهایی که تحت جماهیر شوروی بودند بیشترین تلفات را نسبت به جمعیت کشورشان و نیرویی که به این جنگ اختصاص دادند متحمل شدند. یک صد و نوزده نفر از رزمندگان ارمنی به نشان افتخار نایل شدند.
بیش از شصت نفر از ارمنی‌ها به درجه ژنرالی و چهار نفر به رتبه مارشالی رسیدند. می‌توان به مارشال هوانس باغرامیان، مارشال هامازاسپ باباجانیان و آرتیوم میکویان (طراح هواپیمای میگ) را نام برد.
لشکر ۸۹ تامانیان که از ۷٬۳۳۳ نفر از سربازان ارمنی تشکیل شده بود نقش بسزایی را در ارتش سرخ شوروی ایفا نمود. در عملیات‌های نظامی متعددی شرکت نمودند. این لشکر در تاریخ ۱۴ دسامبر سال ۱۹۴۱ تشکیل شده بود.
لشکر تامانیان در سال اکتبر ۱۹۴۴ به شهر برست، بلاروس منتقل شد و سپس در امتداد خط دفاعی در نزدیکی شهر لوبلین مستقر شدند. با شروع تهاجمی لشکر شوروی به لهستان در نبردی به نام ویستولا اودر لشکر ارمنیان هم به عنوان لشکر پشتیبان وارد نبرد شد و موفق شدند از رود ویستولا - او در عبور کنند (تقریباً" ۴۸۰ کیلومتر پیشروی کنند و در ۷۰ کیلومتری پایتخت آلمان یعنی برلین برسند).
شوروی‌ها نام لشکر متعلق به ارمنی‌ها را (سرزمین ارمنستان کوچک) می‌نامیدند. بالاخره در تاریخ ۱۶ آوریل فرمان حمله به برلین صادر شد و در تاریخ ۲۹ آوریل وارد شهر برلین شدند. در نبرد سنگین خیابانی لشکر تامانیان موفق شدند در تاریخ ۱ می توپ ضدهوایی و هفت منطقه استراتژیکی را تصرف نمایند.

## جنگ قره‌باغ

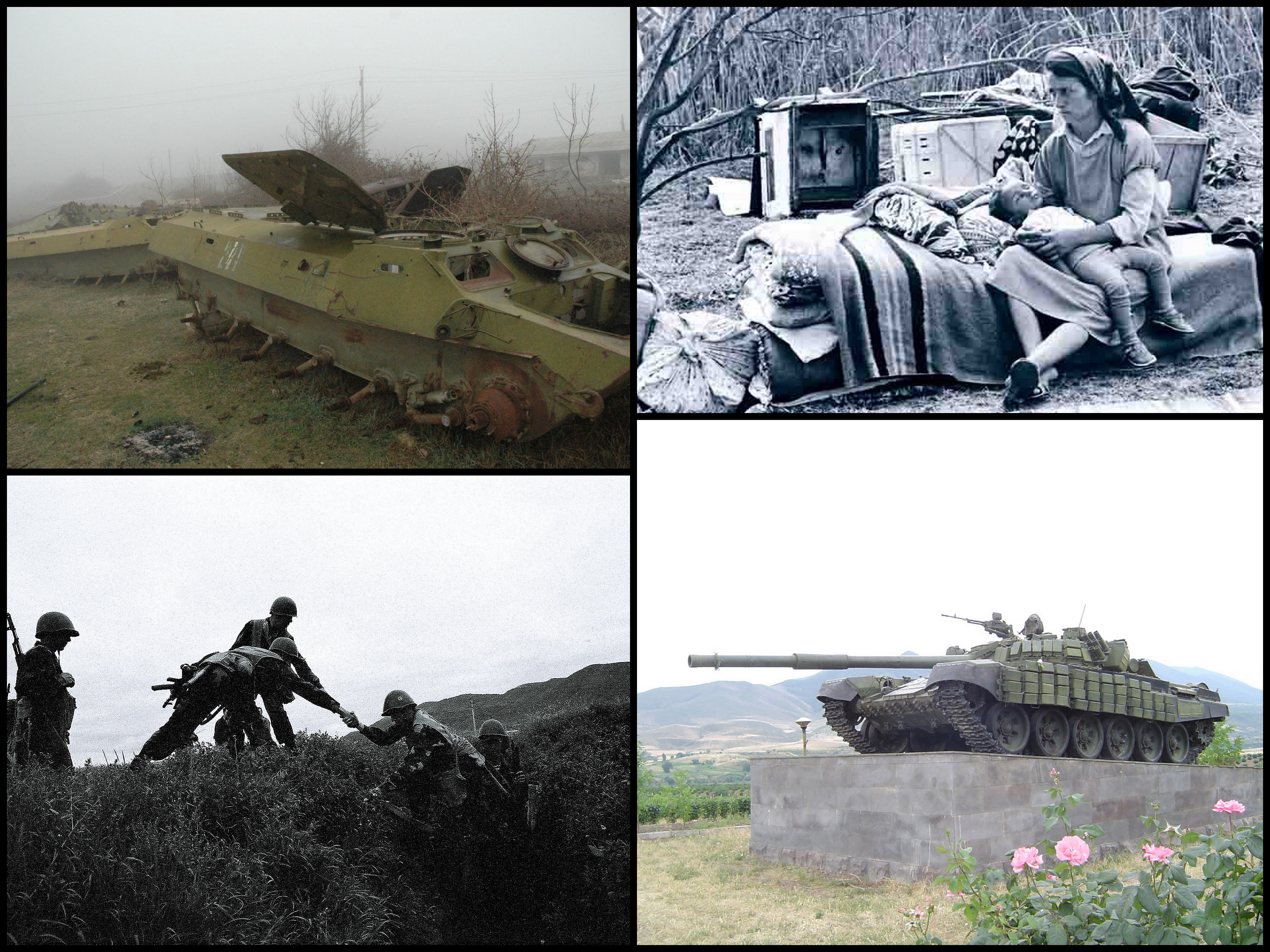
جنگ قره‌باغ

جنگ قَرَه‌باغ (به ترکی آذربایجانی: Qarabağ müharibəsi) (به ارمنی: Արցախյան ազատամարտ) جنگی بود که از فوریه ۱۹۸۸ تا مارس ۱۹۹۴ در ناحیه قره‌باغ، واقع در جنوب غربی جمهوری آذربایجان، بین اکثریت ارمنی ساکن با پشتیبانی ارمنستان و جمهوری آذربایجان رخ داد. با بالاگرفتن درگیری، هرکدام از طرفین سعی در پاکسازی قومی مناطق تحت تصرف خود از نژاد دیگر کردند.
در نتیجه جنگ قره‌باغ بیش از ۳۵ هزار نفر کشته شدند و بیش از ۸۰۰ هزار نفر در نواحی مورد مناقشه، آواره و مجبور به جلای وطن شدند. برای برقراری صلح دائمی و فراگیر در منطقه کوشش‌های متعددی به عمل آمد و طرح‌های صلح مختلفی ارائه گردیده‌است ولی هیچ‌یک به نتیجه عینی و مورد انتظار نرسید و وضعیت حاکم بر منطقه همچنان نه جنگ و نه صلح است.
بحران قره‌باغ موجب قطع روابط دیپلماتیک جمهوری آذربایجان و ترکیه با ارمنستان، انسداد مرزها و شرایط جدید و شکننده‌ای را در فضای منطقه قفقاز جنوبی حاکم نمود. حضور و نقش آفرینی بازیگرانی نظیر ایران، ترکیه، روسیه، آمریکا، فرانسه، سازمان امنیت و همکاری اروپا و شورای امنیت سازمان ملل متحد در روند تحولات قره‌باغ موجب شد این بحران ابعاد منطقه‌ای و بین‌المللی به خود گیرد.
پس از اعلام آتش‌بس در ۲۴ دسامبر ۱۹۹۴ میلادی شورای عالی قره‌باغ روبرت کوچاریان را به عنوان نخستین رئیس‌جمهور جمهوری قره‌باغ انتخاب نمود و در ۳۰ آوریل ۱۹۹۵ میلادی دومین دوره انتخابات پارلمانی قره‌باغ برگزار شد. نخستین دوره انتخابات در ۲۸ دسامبر سال ۱۹۹۱ میلادی صورت گرفت.

## سلاح‌های ساخت ارمنستان
تعدادی از سلاحهای ساخت ارمنستان:

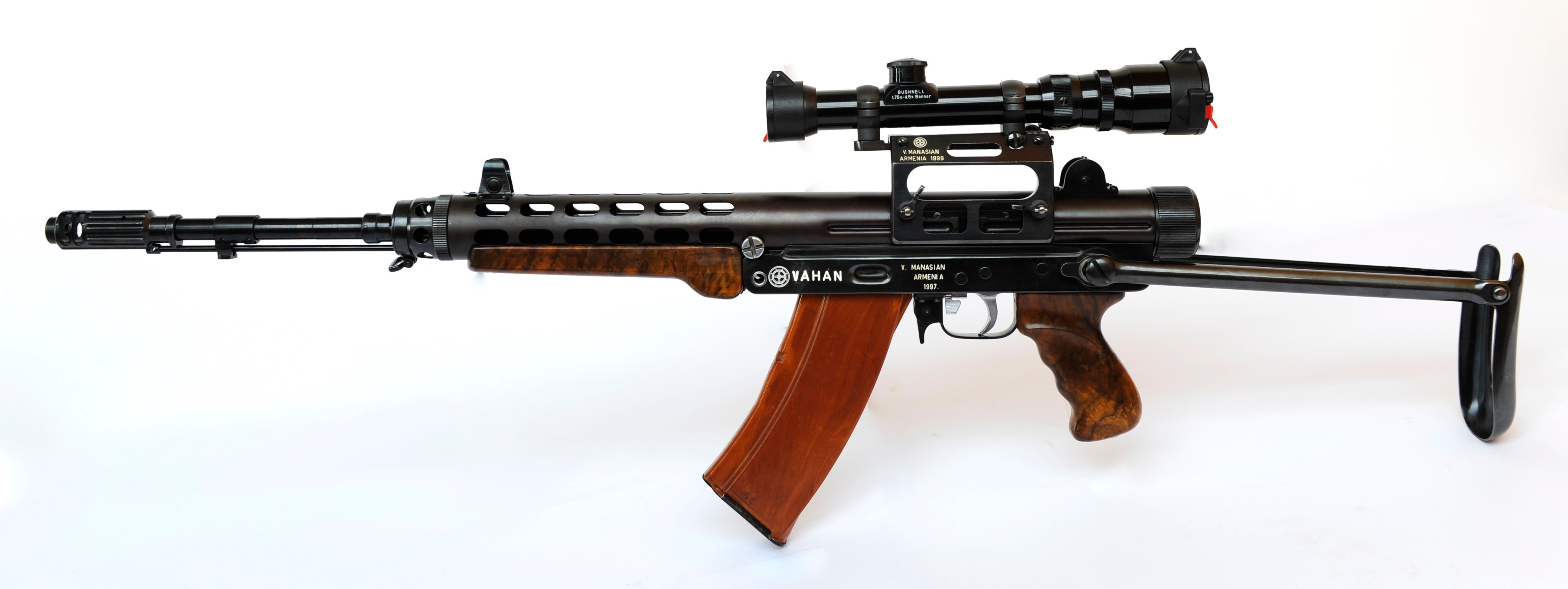
سلاح تهاجمی به نام واهان

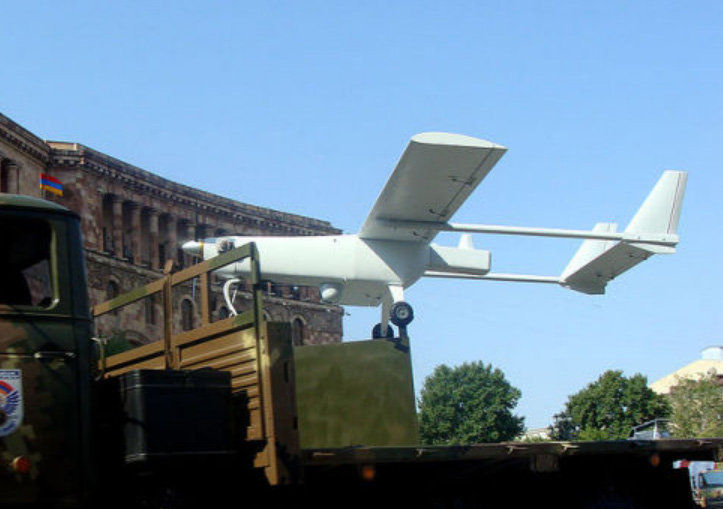
پهپاد ساخت ارمنستان به نام کرونک

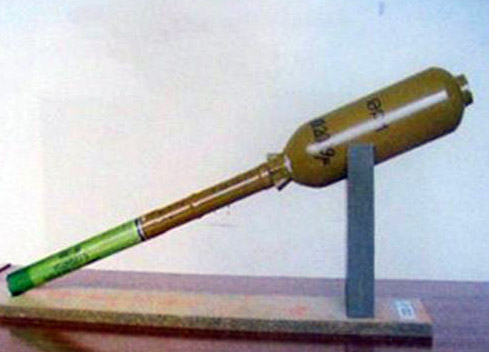
راکت تی بی ۱

- سلاح تهاجمی به نام واهان که توسط مهندس و طراح واهان ماناسیان ساخته شده‌است.

برروی این سلاح قابلیت نصب نارنجک پرتاب کن، سرنیزه و نصب پیشرفته‌ترین دوربین‌های تاکتیکال را دارد.
- پهپاد ساخت ارمنستان به نام کرونک به معنی (درنا) است.

برای شناسایی نزدیک در نظر گرفته شده، و انتقال داده‌ها و ضبط تصاویر (دارای اشعه مادون قرمز) با وضوح بالا.
- راکت تی بی ۱ بر روی کامیون‌های نظامی که راکت انداز بر روی آن نصب می‌شود قرار می‌گیرد.

این راکت‌ها در دو ردیف ۶ تایی قرار می‌گیرند. برای انهدام وسایل نقلیه زرهی، تخریب پرسنل دشمن بکار می‌رود.
تعدادی از تجهیزات، ادوات نظامی ارتش ارمنستان بین ۱۹۹۲ تا ۲۰۱۴
- تانک تی-۷۲
- تانک تی-۸۰
- اس-۳۰۰
- ۲کا۱۲ کیوب
- اس-۷۵ دوینا
- زو-۲۳-۲
- شیلکا (توپ ضدهوایی)
- اسکاد
- ب‌ام-۲۱ گراد

## ارتش نوین ارمنستان

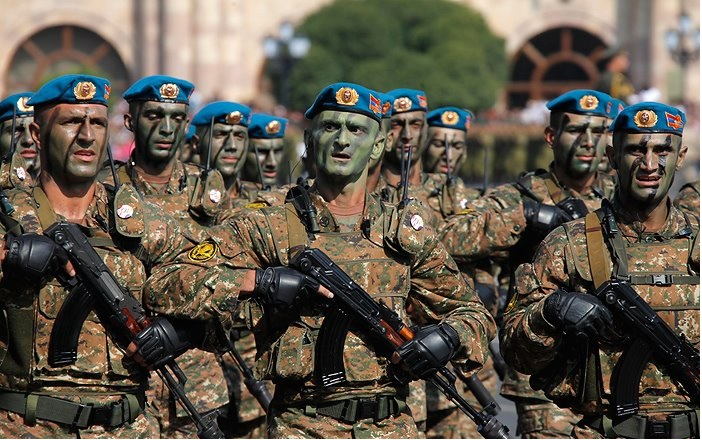
نیروهای ویژه ارتش ارمنستان

ارتش ارمنستان از دو نیروی زمینی، هوایی و پدافند هوایی تشکیل شده‌است (تحت یک نیروی متحد). بخشی از ارتش ارمنستان از یگان‌های استقرار یافته در بخش ارمنی‌نشین شوروی سابق هستند که غالباً یگانهایی از گارد هفتم نیروی زمینی متعلق به حوزه نظامی ترانس کاکازیان می‌باشند. از آنجا که ارمنستان به خشکی محصور است، فاقد نیروی دریایی است.
فرماندهی نظامی نیروها بر عهده رئیس ستاد مشترک است و وزارت دفاع مسئولیت هدایت سیاسی نیروهای مسلح را بر عهده دارد. وزارت دفاع ارمنستان در ۲۸ ژانویه ۱۹۹۲ و پس از استقلال این کشور از اتحاد جماهیر شوروی سابق تشکیل شد.

## ستاد مشترک
ستاد مشترک ارتش ارمنستان در ایروان است. در حال حاضر ریاست این ستاد را ژنرال سیران اوهانیان بر عهده دارد. رئیس ستاد مسئولیت فرماندهی عملیاتی نیروهای نظامی ارمنستان و دو نیروی تحت امر آن را بر عهده دارد.
ارمنستان پس از فروپاشی شوروی، نیروهای امنیت داخلی خود را از درون نیروهای شوروی سابق بیرون کشید. تا دسامبر ۲۰۰۲ این کشور دارای وزارتخانه امور داخلی بود، اما این وزارتخانه به موازات وزارتخانه امنیت داخلی فعالیت می‌کرد. به همین دلیل این سازمان مجدداً در قالب یک نهاد غیر وزارتخانه‌ای سازماندهی و به دو سازمان پلیس جمهوری ارمنستان و سازمان نیروهای امنیتی ملی تبدیل شد.

## نیروی زمینی ارمنستان
نیروی زمینی ارمنستان بزرگترین شاخه نظامی ارتش این کشور است و مسئولیت اجرای عملیات‌های زمین پایه را بر عهده دارد. این نیرو در ۲۸ ژانویه ۱۹۹۲، تنها چند ماه پس از اعلام فروپاشی شوروی، در ادغام با دیگر بخش‌های نظامی ارتش ارمنستان تشکیل شد. اولین فرمانده نیروی زمینی ارمنستان، نورات تر-گریگوریان بود که در زمان شوروی سابق فرماندهی نیروی زمینی ارتش شوروی را بر عهده داشت. این کشور بیش از هزار و ۵۰۰ نفر از افسران خود را برای طی دوره آموزشی به یونان و روسیه اعزام داشته‌است.
در مارس ۱۹۹۳ ارمنستان کنوانسیون بین‌المللی منع جنگ‌افزارهای شیمیایی چند جانبه را امضاء کرد که موجب می‌شد میزان جنگ‌افزار شیمیایی به اندازه قابل توجهی کاهش یابد.
این کشور در ژوئیه ۱۹۹۳ به عنوان یک کشور عاری از سلاح‌های هسته‌ای، به پیمان‌نامه منع گسترش سلاح‌های هسته‌ای جمعی پیوست. ارمنستان در سال ۲۰۰۲ عضو سازمان پیمان امنیت جمعی شده‌است.
نیروی هوایی ارمنستان

نشان نیروی هوایی ارمنستان

نیروی هوایی ارمنستان در سال ۱۹۹۲ و به دنبال فروپاشی شوروی سابق تشکیل شد در ابتدا هدف از تشکیل این نیرو، پشتیبانی از نیروی زمینی با استفاده از پشتیبانی راهکنشی هوایی در قالب حملات هوا به زمین و ترابری هوایی بود. این نیرو در خلال جنگ جمهوری آذربایجان در منطقه قره‌باغ که در بین سال‌های ۱۹۹۲ تا ۱۹۹۴به وقوع پیوست، نقش قابل توجهی را ایفا کرد.

## سازمان نیروی هوایی ارمنستان
نیروی هوایی ارمنستان با نیروی هوایی و پدافند هوایی ساختاری مشترک دارند و در سال ۲۰۰۴، این نیرو متشکل از چهار یگان عملیاتی بودند.
نیروی پدافند هوایی ارمنستان مجهز به یک تیپ موشکی ضدهوایی و دو هنگ مجهز به ۱۰۰ فروند لانچر موشک است که مجهز به انواع ادوات جنگی مانند اس-۳۰۰ و موشک هوابه‌زمین و سیستم موشک سطح‌به‌هوا و سیستم موشکی متحرک برای پدافند هوایی ارتفاع متوسط و برد بالا است.

## نیروی انسانی ارتش ارمنستان
سن خدمت نظامی در ارمنستان ۱۹ سالگی است مدت سربازی ۲۴ ماه است، در ارمنستان سالیانه ۳۱۷۷۴ نفر مرد و ۳۱۱۸۲ نفر زن به خدمت نظامی فرا خوانده می‌شوند البته زنان در قسمت‌های اداری و رادار (پدافند هوایی) و پزشکی به خدمت می‌پردازند.
تعداد نظامیان ارتش ارمنستان ۴۶۶۸۴ نفر می‌باشند از این تعداد ۴۳۷۷۲ نفر در نیروی زمینی و ۲۹۱۲ نفر در نیروی هوایی و پدافند هوایی خدمت می‌کنند. ۲۱۰۰۰۰ نفر پرسنل ذخیره به مدت ۱۵ سال را در اختیار دارد.

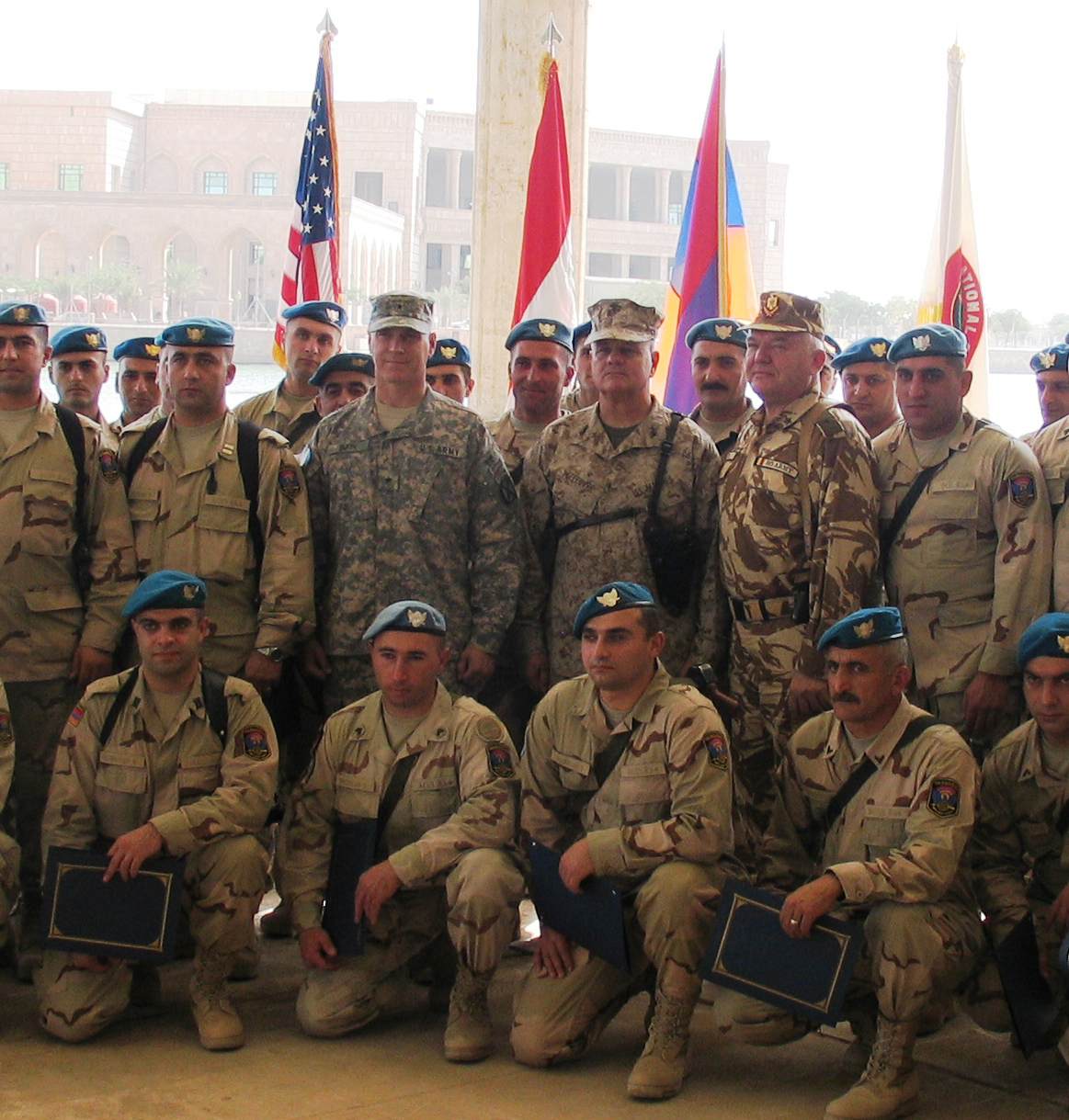
نیروهای حافظ صلح ارمنستان
ارتش ارمنستان در چندین مأموریت‌های بین‌المللی با غرب همکاری نموده‌است. در تاریخ ۱۲ فوریه سال ۲۰۰۴، ۸۵ نفر نیروی آماده برای تأمین امنیت و به عنوان نیروی واکنش سریع و کنترل شورش تحت فرماندهی یونان در کوزوو مستقر گردید.
همچنین در پاییز ۲۰۰۴ دولت ارمنستان ۴۶ نفر متشکل از مهندسین و پزشکان، و غیره به عنوان بخشی از نیروهای چند ملیتی تحت فرماندهی لهستان در عراق مستقر گردید که در تاریخ ۱۰ نوامبر ستوان نالبندیان بر اثر انفجار مین زخمی شد.
در فوریه ۲۰۱۰ بعد از تصویب در پارلمان ارمنستان ۴۰ نفر سرباز زبده به فرماندهی آلمان به افغانستان در ولایت کندوز برای دفاع از تنها فرودگاه آن منطقه فرستاده شدند.

## برابرهای انگلیسی
1. ↑  argishti hinili
2. ↑  j.laurent
3. ↑  Book of judith
4. ↑  Titoch
5. ↑  Artabane
6. ↑  Artavazd
7. ↑  hamazasp mamikonian
8. ↑  arsace
9. ↑  sura
10. ↑  patrice vartan
11. ↑  nicephore
12. ↑  Hanedic
13. ↑  jeande chouchi
14. ↑  pierre abressof
15. ↑  Antonio saurian
16. ↑  Russo-Persian War (1826–28)
17. ↑  mazrig
18. ↑  arekelots monastery
19. ↑  Musa Dagh Resistance
20. ↑  Kâzım Karabekir
21. ↑  hovhannes baghramyan
22. ↑  hamazasp babadzhanian
23. ↑  Vistula–Oder Offensive